# Giovanni Segantini
Giovanni Segantini (Arco, 15 gennaio 1858 – monte Schafberg, 28 settembre 1899) è stato un pittore italiano, tra i massimi esponenti del divisionismo.

## Biografia
Giovanni Battista Emmanuele Maria, figlio di Agostino Segantini e Margarita de Girardi, nacque ad Arco, nella parte italofona del Tirolo, allora appartenente all'impero austriaco, in una famiglia in condizioni economiche precarie. Nell’agosto 1862 rischia la vita, travolto dalla corrente di una “fitta”, canale artificiale che porta l’acqua dal fiume in campagna. In quell’occasione, come attesta la targa commemorativa ad Arco, fu salvato da un tale Domenico Morghen.
Alla morte della madre, nel 1865 venne inviato dal padre a Milano, in custodia presso la figlia di primo letto Irene.
Giovanni a Milano visse la sua seconda infanzia in maniera chiusa e solitaria, perché privato di un ambiente famigliare sano, al punto che venne arrestato per ozio e vagabondaggio. Sull'arresto vi incise il fatto che non fosse un cittadino italiano, perché allora Arco, la sua città natale, era parte dell'Impero Austriaco. Nel 1870 fu poi rinchiuso nel riformatorio Marchiondi, dal quale tentò di fuggire nel 1871, e nel quale vi rimase fino al 1873. Segantini viene quindi affidato al fratellastro Napoleone, che vive a Borgo Valsugana, e, per mantenersi, lavora come garzone nella sua bottega. Rimane a Borgo fino al 1874. Al suo ritorno a Milano, ha ormai sviluppato una sua prima coscienza artistica e passione per la pittura, tanto che si iscrive ai corsi serali dell'Accademia di belle arti di Brera, che frequenta per quasi tre anni.

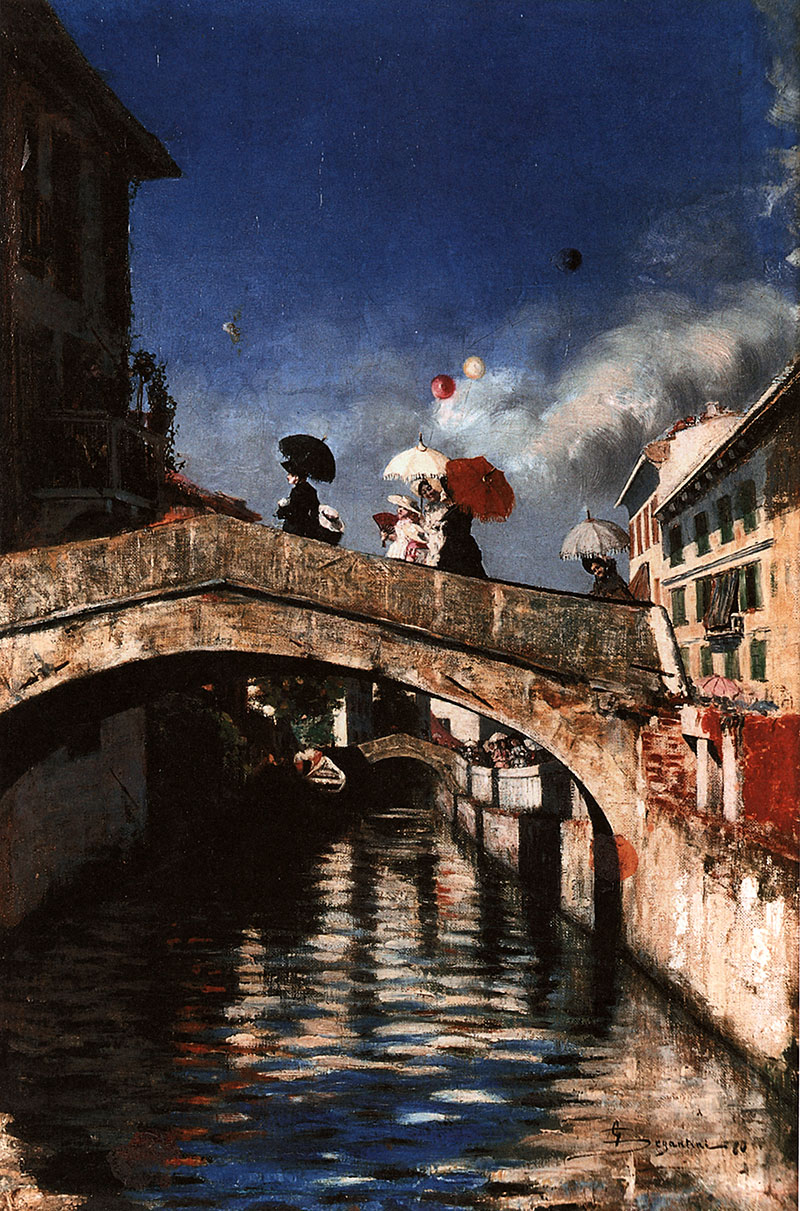
Il Naviglio a Ponte San Marco, 1880

### La formazione a Milano
A Milano riesce a vivere grazie a un lavoro presso la bottega di Luigi Tettamanzi, artigiano decoratore, e insegnando disegno all'istituto Marchiondi. Tale piccolo sostegno economico gli consente di frequentare, dal 1878 al 1879, i corsi regolari dell'Accademia di Belle Arti di Brera, seguendo le lezioni di Giuseppe Bertini, affinando il proprio bagaglio di conoscenze ed esperienza e stringendo le prime amicizie negli ambienti artistici cittadini, in primis con il pittore Emilio Longoni, ma soprattutto con lo scrittore Carlo Morenzi, che lo influenzerà notevolmente nelle sue opere. Comincia a dipingere, con evidenti influssi dal verismo lombardo, ma già nel 1879, durante l'esposizione nazionale di Brera, viene notato dalla critica e ottiene i primi riconoscimenti: tra chi lo sostiene, c'è Vittore Grubicy, con il quale instaura un rapporto di lavoro e di amicizia, che durerà per lungo tempo.
Di questa fase giovanile di formazione, gli esiti più salienti risultano essere alcune vedute milanesi, di piccolo formato, dipinte secondo la moda del tempo, quali: Il coro della chiesa di Sant'Antonio, che mostra un notevole studio della luce, e Il Naviglio a Ponte San Marco, del 1880.

### Il trasferimento in Brianza

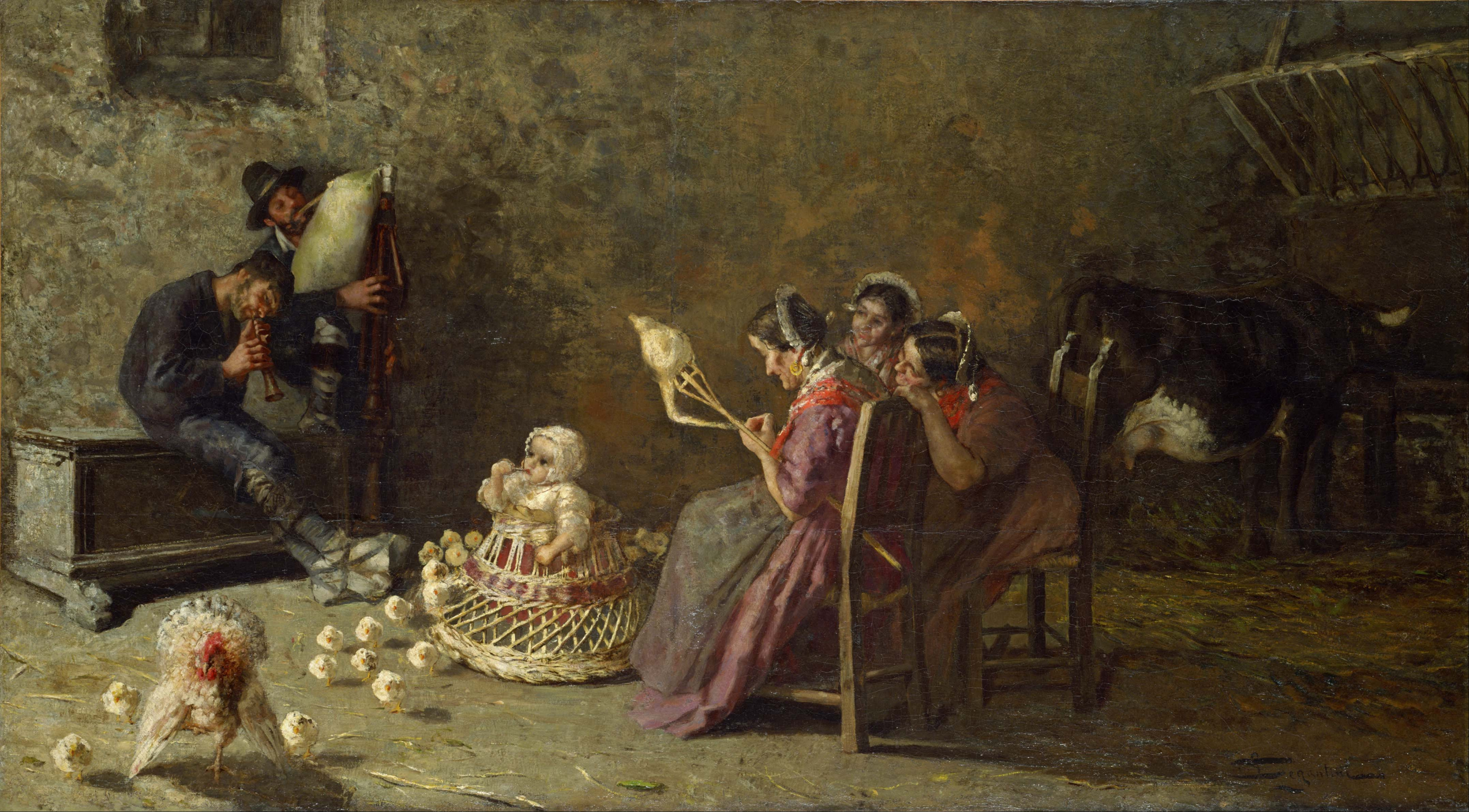
Zampognari in Brianza, 1883

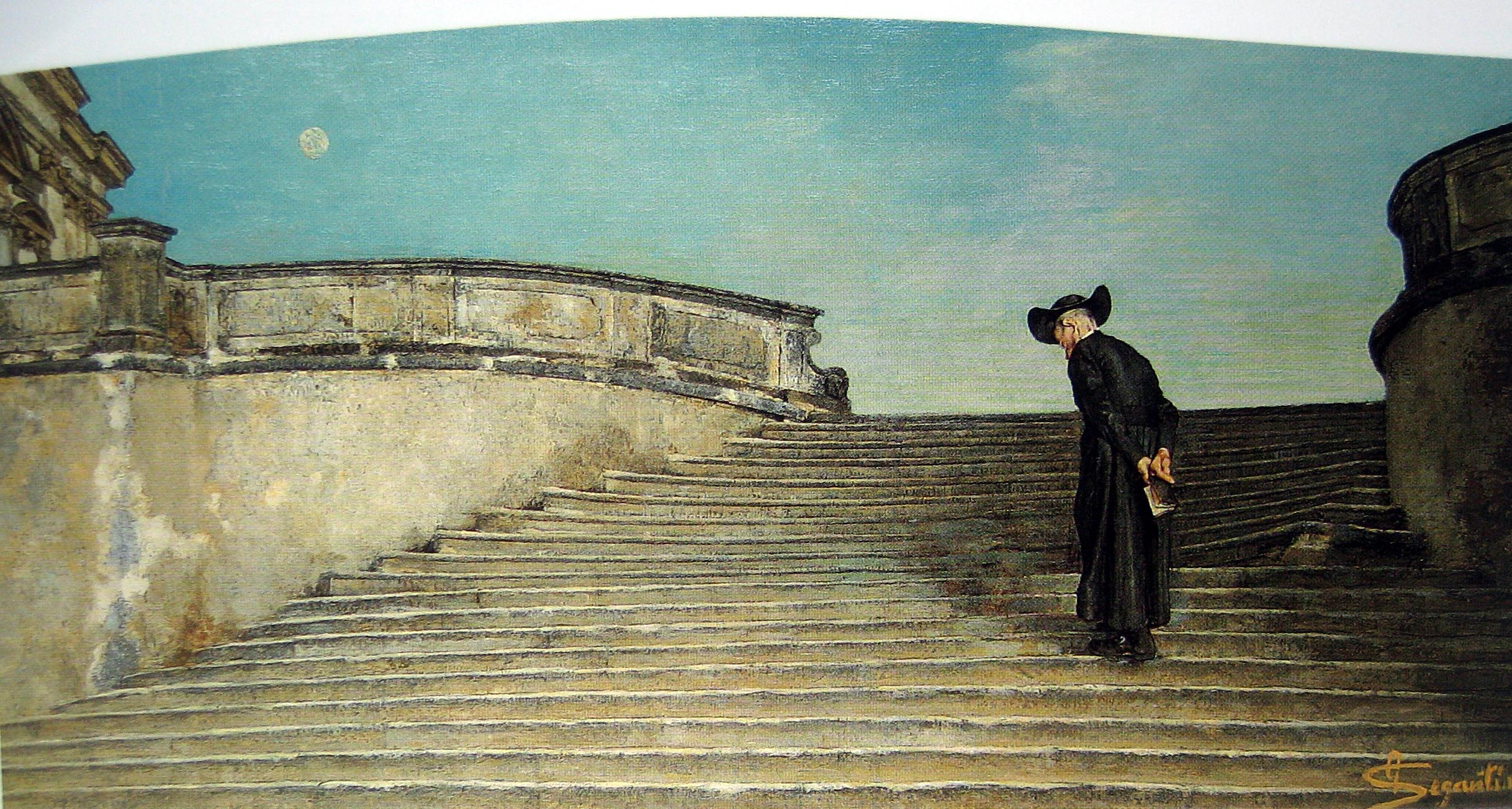
A messa prima, 1885

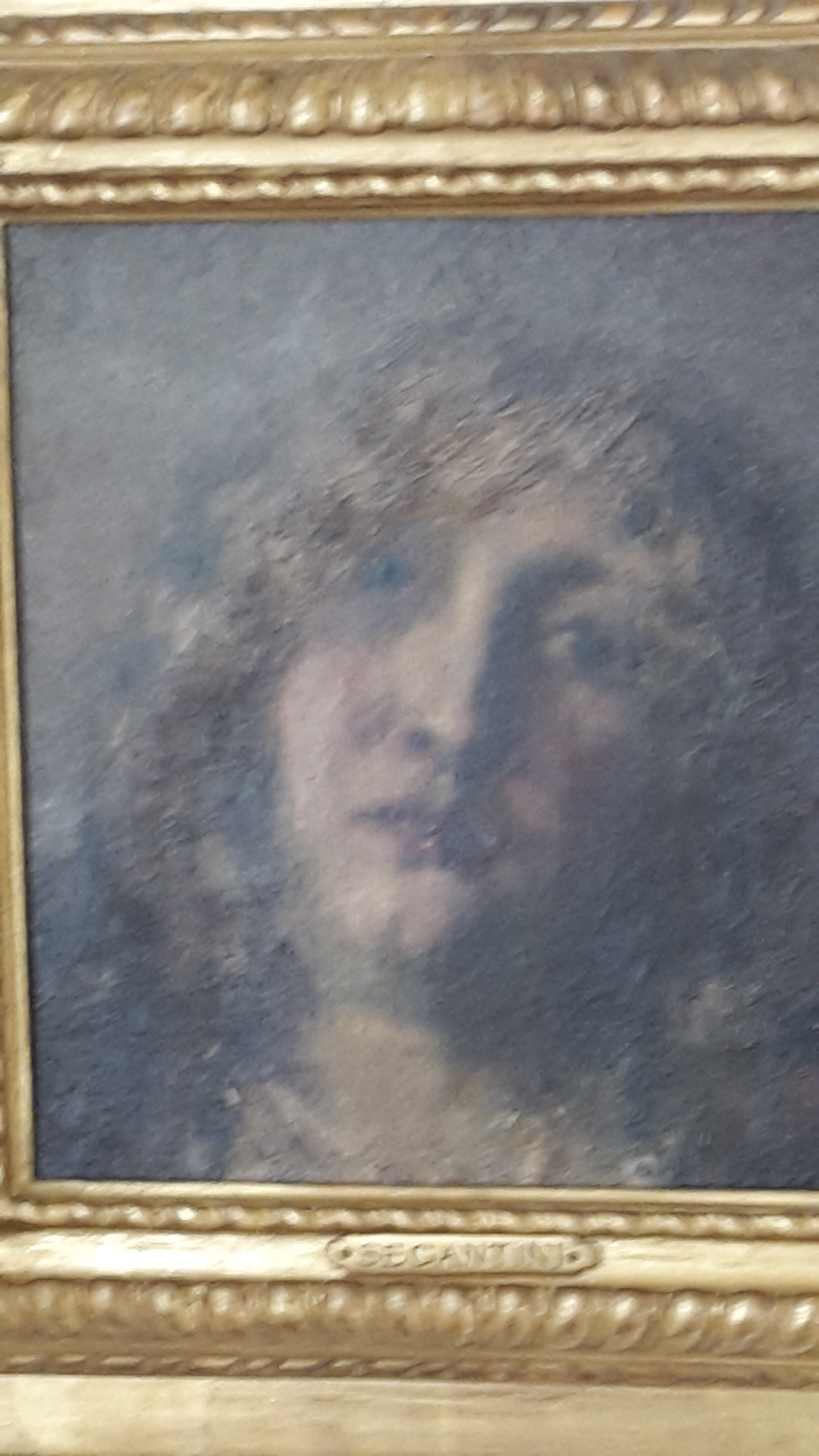
Luigia Bugatti (detta Bice), Giovanni Segantini

L'anno dopo conosce anche Luigia Bugatti (sorella di Carlo Bugatti), detta Bice, la donna che gli sarà compagna per tutta la vita; si trasferisce in Brianza, a Pusiano, e lavora grazie al sostegno economico di Grubicy, collaborando strettamente con Emilio Longoni: in questi anni la sua arte tenta di distaccarsi dalle impostazioni accademiche giovanili, ricercando una forma espressiva più personale e originale. Nel 1883 Segantini si svincola in modo definitivo dal sostegno di Grubicy, con il quale sottoscrive un apposito contratto.
I soggetti di questo periodo sono ispirati per lo più alla vita contadina, con numerose scene di genere, dai toni spesso idilliaci e bucolici, e vedute riferibili alla Brianza. Di questi anni sono i primi capolavori del pittore: fra le scene di genere, si ricordano Zampognari in Brianza, olio su tela, custodito al Tokyo National Museum, La raccolta dei bozzoli, del 1882, La benedizione delle pecore e A messa prima. In queste ultime due opere sono particolarmente riconoscibili due vedute della Brianza, rispettivamente di Inverigo e Veduggio; tuttavia esse non sono rese fedelmente dal pittore, bensì reinterpretate in modo da rendere la composizione maggiormente monumentale e suggestiva. In A messa prima, ad esempio, il fronte della chiesa è ruotato di 180 gradi rispetto alla scalinata del sagrato, in modo da isolare la figura solitaria del sacerdote, il quale sale i gradini che si stagliano contro il cielo, con un effetto quasi mistico. Dopo il temporale, che rappresenta un gregge di pecore rientranti con la pastorella dopo un acquazzone, mostra un'originale resa in controluce e riesce a trasmettere con eccezionale immediatezza la particolare condizione atmosferica della fine di un temporale estivo.

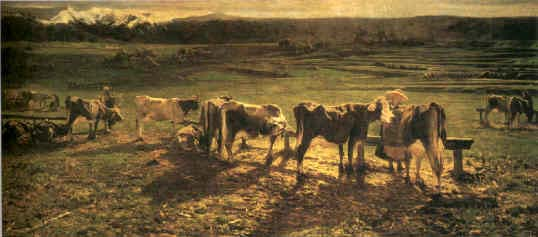
Alla stanga, 1885

Al periodo brianteo corrispondono anche i primi grandi riconoscimenti dell'artista, in Italia e all'estero: nel 1883, Ave Maria a trasbordo vinse la medaglia d'oro all'esposizione internazionale di Amsterdam, mentre La tosatura delle pecore venne premiato ad Anversa. Il culmine fu raggiunto dalla monumentale composizione di Alla stanga, realizzato in sei mesi di lavoro en plein air a Caglio, comune delle Prealpi lombarde, dove il pittore si era nel frattempo trasferito, da solo. Presentato alla Permanente di Milano nel 1886, riscosse immediatamente un notevole successo di pubblico e di critica, che lo portò a vincere la medaglia d'oro ad Amsterdam, per essere successivamente acquistato dallo Stato italiano per la Galleria nazionale d'arte moderna e contemporanea di Roma, dove è tuttora esposto.
Alla stanga è considerato il risultato più alto della fase naturalista del pittore, che dopo quest'opera evolverà verso diversi soggetti, abbandonando via via la realtà agreste verso il simbolismo, e abbandonerà anche la tecnica tradizionale dei colori mischiati sulla tavolozza, a favore dell'applicazione divisionista dei colori puri sulla tela. L'opera raffigura una veduta delle Prealpi lombarde dal paese di Caglio, ma anche qui l'autore opera una sorta di assemblaggio prospettico, unendo sulla tela vedute riprese dal vero, ma da luoghi differenti. La composizione, che spazia dal dettaglio delle erbe e delle sterpaglie, descritte in primo piano, passando per la fila delle vacche accostate appunto alla cosiddetta stanga, correndo poi per i vastissimi prati fino ai dettagli appena accennati del paese e degli alberi, per arrivare alle montagne che si ergono contro la stretta striscia di cielo, imbiancate dalla neve, sembra voler rappresentare, al di là dell'episodio agreste, la maestosità dell'infinito. È evidente, in questa fase della sua produzione artistica, l'ispirazione a Millet e alla scuola di Barbizon, per la comunanza sia nei soggetti pastorali rappresentati, sia nell'intonazione religiosa e mistica che Segantini conferisce alle sue scene.

### L'evoluzione divisionista e simbolista

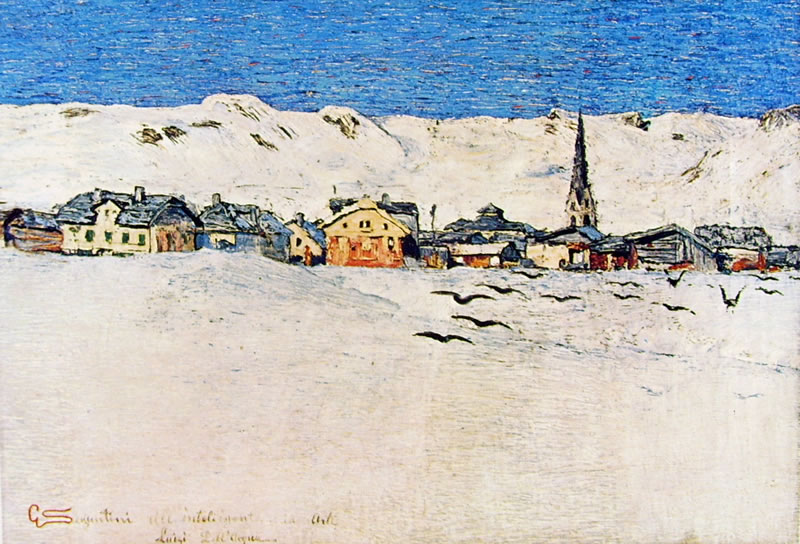
Savognino d'inverno, 1888-1890 circa

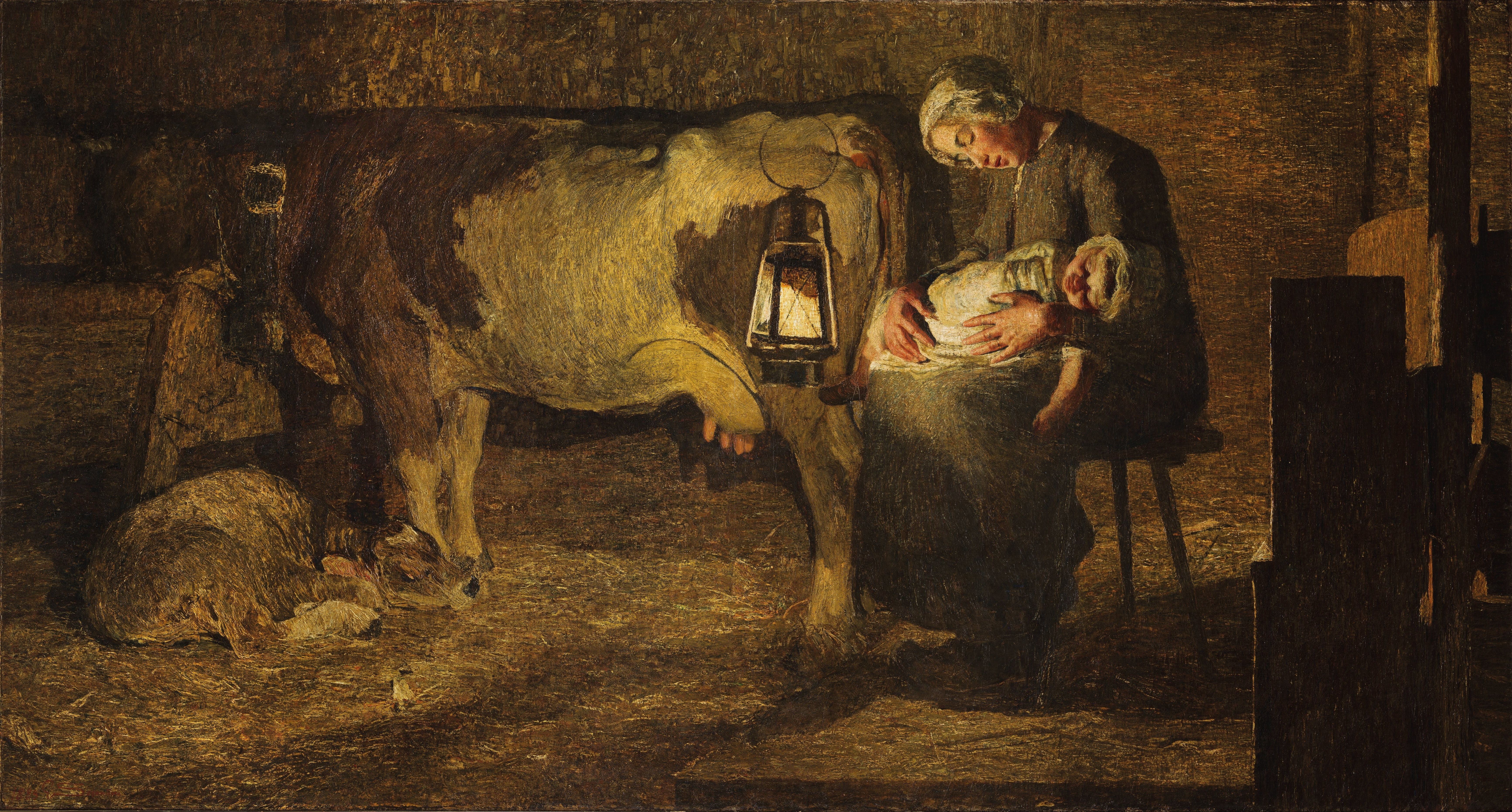
Le due madri, 1889

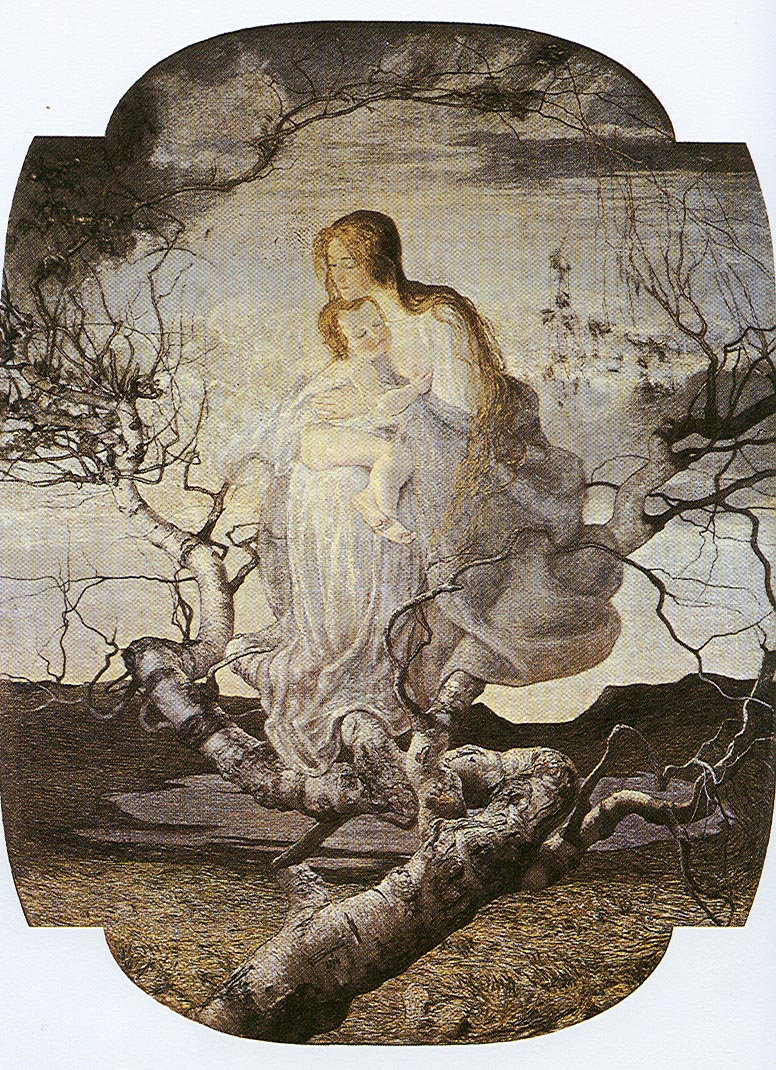
L'angelo della vita, 1895

Nel 1886 lascia l'Italia per trasferirsi a Savognin, nel cantone Grigioni; nel corso della propria evoluzione artistica prende ad avvicinarsi al movimento divisionista, prima con semplici sperimentazioni e col tempo in maniera sempre più netta e totale. Nel frattempo Grubicy compie per lui una fortunata attività promozionale, che ne accresce la fama in patria e all'estero, tanto che nel 1888 viene presentato all'Italian Exhibition di Londra; diventa così anche un apprezzato e ricercato collaboratore di riviste d'arte. Nel corso dello stesso anno, comincia a integrare la propria caratterizzazione artistica divisionista con accenni simbolisti, soprattutto attraverso l'uso di allegorie, basate su modelli nordici.
All'interno della produzione simbolista, il tema centrale è quello della figura femminile, e in particolare il soggetto di gran lunga più ricorrente è quello della maternità. Questi soggetti, in realtà, sono ricorrenti all'interno di tutta la poetica segantiniana, sia nei dipinti a carattere simbolista, che nei dipinti a carattere naturalista, e anzi si può dire che i generi coesistono e che il confine fra i due è in realtà assai labile. È il caso, per esempio, della sua opera estrema, il Trittico della Natura, in cui i soggetti apparentemente naturalistici assurgono a metafore della vita, della morte e della natura.
Il tema della madre con il figlio può essere considerato un fil rouge nel corso di tutta l'opera dell'artista. Una madre che stringe affettuosamente il figlio è presente già in Ave Maria a trasbordo, del 1882. Alla maternità, come legame profondo dell'uomo con la natura, sono dedicati due dipinti dal titolo Le due madri: il primo, del 1889, è ambientato all'interno di una stalla, dove il calore della paglia riscalda una mucca col proprio vitellino, che riposa con la testa sulla zampa della madre, mentre un neonato si addormenta fra le braccia di sua madre. Nel secondo, posteriore di dieci anni, una madre percorre un sentiero montuoso col proprio figlio, seguita da una pecora con il proprio agnello. In queste opere appare esplicita la profonda similitudine tra il mondo umano e quello animale, tematica centrale della poetica segantiniana. Alla figura materna sono dedicate anche due tra le tele di stampo più puramente simbolista: Le cattive madri e L'angelo della vita. Di entrambi i soggetti esistono diverse versioni, a testimoniarne l'attenzione dedicata ad essi dal pittore. Le cattive madri è ambientato in una desolata landa ghiacciata, la quale ricorda il Cocito di dantesca memoria, dove le donne sono rappresentate con i figli trascurati in vita, che assumono sembianze mostruose, quasi a rappresentare i demoni che le perseguitano.
Ne L'angelo della vita, invece, la figura della madre con il figlio è una profana visione del tema forse più rappresentato nell'arte occidentale, la Madonna col bambino. La figura della madre è rappresentata con eterea leggerezza, seduta su un trono formato da contorti rami di betulla, in parte rinsecchiti e in parte rifiorenti, a rappresentare il ciclo della vita e della morte, al quale è la maternità a conferire il carattere di eternità. Il tema dell'amore come ponte verso l'eterna giovinezza è al centro di un'altra opera simbolista, L'amore alla fonte della vita del 1896, dove una coppia di amanti si avvicina ad una fonte, custodita da un misterioso angelo. Anche quest'opera è pervasa dalla profonda sintonia fra le figure umane rappresentate, la gioiosa coppia di giovani amanti e la natura in cui sono immersi, rappresentata nel suo rigoglio primaverile. Un tono di moralistica condanna traspare invece dal titolo di Vanità, opera in cui la figura femminile è ritratta mentre contempla solitaria la propria figura in uno stagno, da cui emerge un serpente dalle forme mitologiche, a suggerire come l'artista consideri la donna destinata a trovare compimento solo nel suo ruolo di madre o di compagna. Tuttavia, altre interpretazioni mettono piuttosto in luce come la simbologia del serpente rappresenti un monito per la donna, della quale Segantini esalta lo splendore giovanile, a non ripiegarsi nei rivoli narcisistici della vanità per finalizzare il dono della bellezza alla relazione d'amore verso l'altro. 

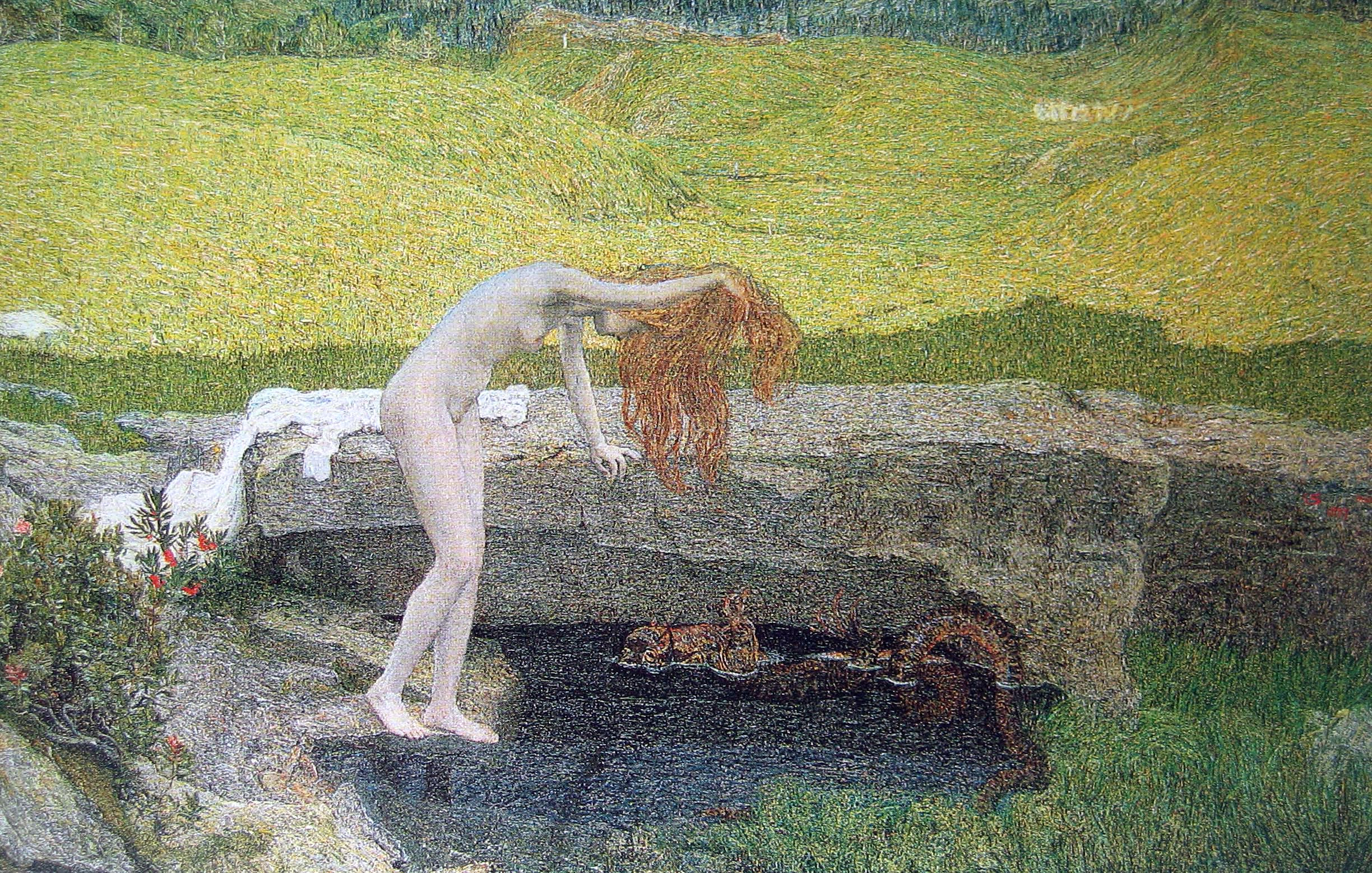
Vanità

Nel 1894 Segantini lascia Savognin e si trasferisce in Engadina, a Maloja, anche seguendo un desiderio di più profonda meditazione personale e di riscoperta del proprio misticismo: il piccolo villaggio di Maloja gli consente una vita alquanto solitaria; la possente presenza del circostante maestoso e incontaminato paesaggio alpino si rispecchia inevitabilmente nelle opere del periodo. Da Maloja si sposta solo nel più freddo periodo invernale, durante il quale soggiorna in albergo a Soglio, in Val Bregaglia, con radi viaggi anche a Milano. Formula un grandioso e ambizioso progetto, la realizzazione del padiglione dell'Engadina per l'Esposizione Universale di Parigi del 1900: una costruzione rotonda, del diametro di 70 metri, le cui pareti avrebbero dovuto ospitare una gigantesca raffigurazione pittorica del panorama engadinese, lunga 220 metri; nonostante il suo profondo impegno nell'opera, tuttavia, la stessa viene ridotta, a causa dei costi troppo elevati e della conseguente mancanza di fondi (viene a mancare anche il promesso supporto finanziario degli albergatori engadinesi, tra i primi committenti dell'opera), e si trasforma nel Trittico della Natura (o delle Alpi), la sua opera più celebre. Il trittico pittorico viene però rifiutato, ritenuto non in sintonia con l'immagine turistica che i committenti intendevano trasmettere a Parigi, e finisce per essere esposto nel padiglione italiano.
Muore a soli 41 anni sullo Schafberg, il monte che domina Pontresina, il 28 settembre 1899, colto, mentre sta dipingendo, da un letale attacco di peritonite. Oggi il suo corpo riposa nel piccolo cimitero di Maloja.
D'Annunzio lo celebrò nell'ode Per la morte di Giovanni Segantini, inserita nella raccolta di poesie Elettra.
(Giovanni Segantini)

## Giovanni Segantini e l'Engadina

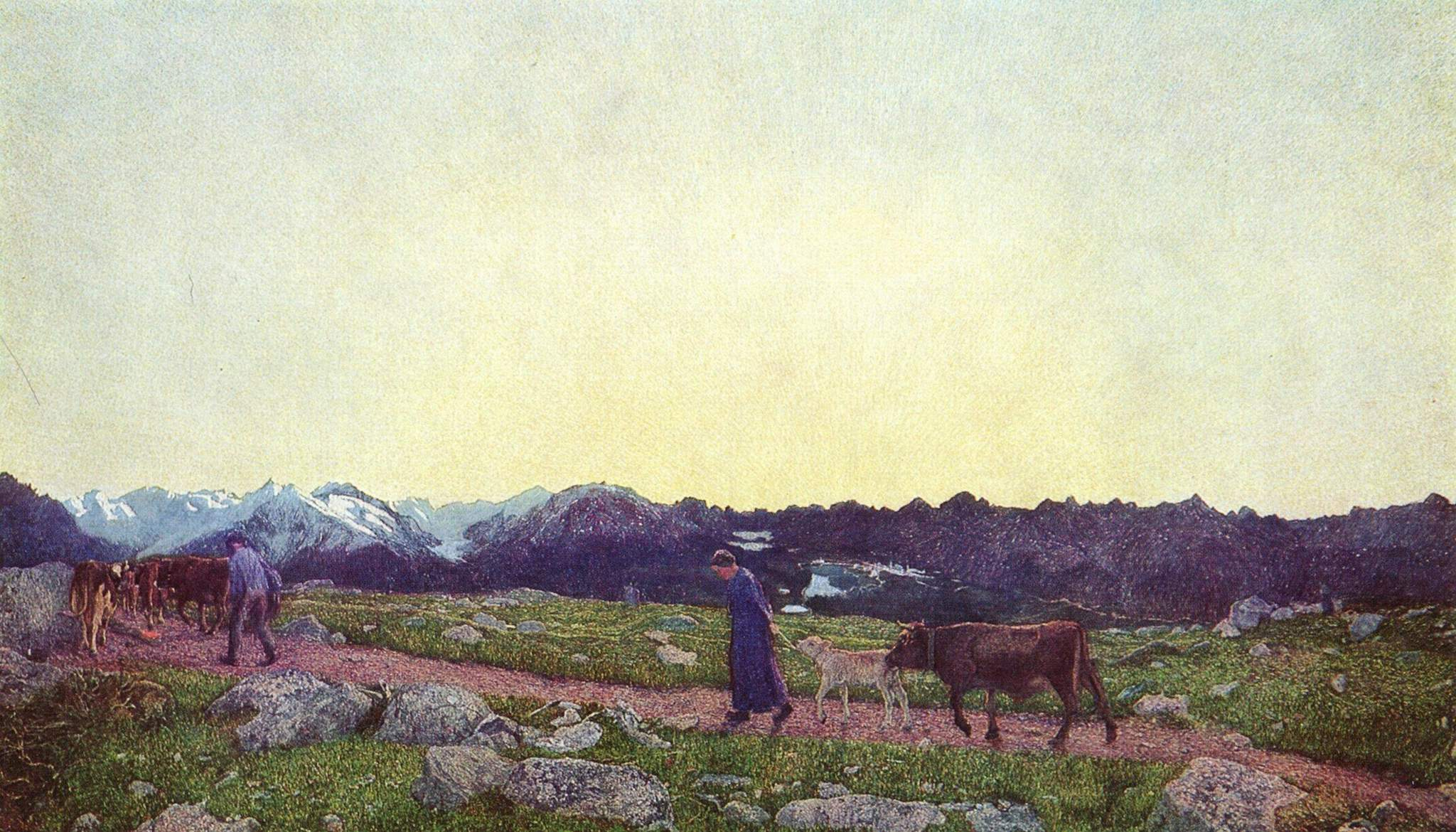
La Natura

Il nome e la fama di Giovanni Segantini si sono legati indissolubilmente all'Engadina, non solo perché la valle svizzera lo ospitò nei suoi ultimi anni e più volte il pittore ne ritrasse i panorami alpini nelle sue opere, ma anche perché in Engadina si sono conservati i più importanti segni della presenza e dell'arte del pittore, visitabili dal pubblico.
A Maloja, il villaggio alpino che lo ospitò dal 1894 fino alla morte causata da una peritonite insorta in seguito a un attacco di appendicite, i luoghi che il pittore frequentava, verso i quali passeggiava e nei quali traeva l'ispirazione per le sue opere sono oggi uniti da un percorso commemorativo in 12 tappe, il "Segantini Weg": percorrendolo (è una semplice escursione di circa 2 ore), si può visitare il cosiddetto Atelier, riproduzione in legno e in scala ridotta di quello che doveva essere il padiglione engadinese all'Esposizione Universale di Parigi del 1900, nonché il piccolo cimitero nel quale il pittore venne sepolto.
St. Moritz, il centro più importante dell'Engadina, ospita invece il Museo Segantini, a tutt'oggi la più grande raccolta di opere del pittore italiano. Venne creato per dare una degna collocazione al grandioso Trittico delle Alpi, al quale poi si aggiunsero varie opere e molti disegni preparatori; progettato dall'architetto Nicholaus Hartmann (1880–1956), fu inaugurato nel 1908. In occasione del decennale della morte di Segantini, il museo è stato ristrutturato e ampliato, sia negli ambienti espositivi, che nella collezione: esso custodisce 55 tele e opere su carta, insieme con molti disegni e bozzetti a matita, pastello e carboncino. Nel percorso espositivo è documentata l'intera evoluzione artistica di Segantini: tra le altre opere esposte, al periodo pre-divisionista risalgono le tele La vacca nella stalla del 1882, La benedizione delle pecore del 1884 e La tosatura delle pecore del 1886-1887; l'adesione al divisionismo è documentata da Il capriolo morto del 1892 e La raccolta del fieno del 1889-1898; il momento centrale della visita è offerto dalla grande sala, sormontata dalla cupola centrale del museo, che ospita il Trittico delle Alpi, insieme con l'intera sequenza dei bozzetti preparatori.
Sullo Schafberg, il monte sopra Pontresina ove Segantini morì e dal quale si domina l'intera alta Engadina, è stato intitolato al pittore il rifugio alpino Chamanna Segantini.

## Opere maggiori

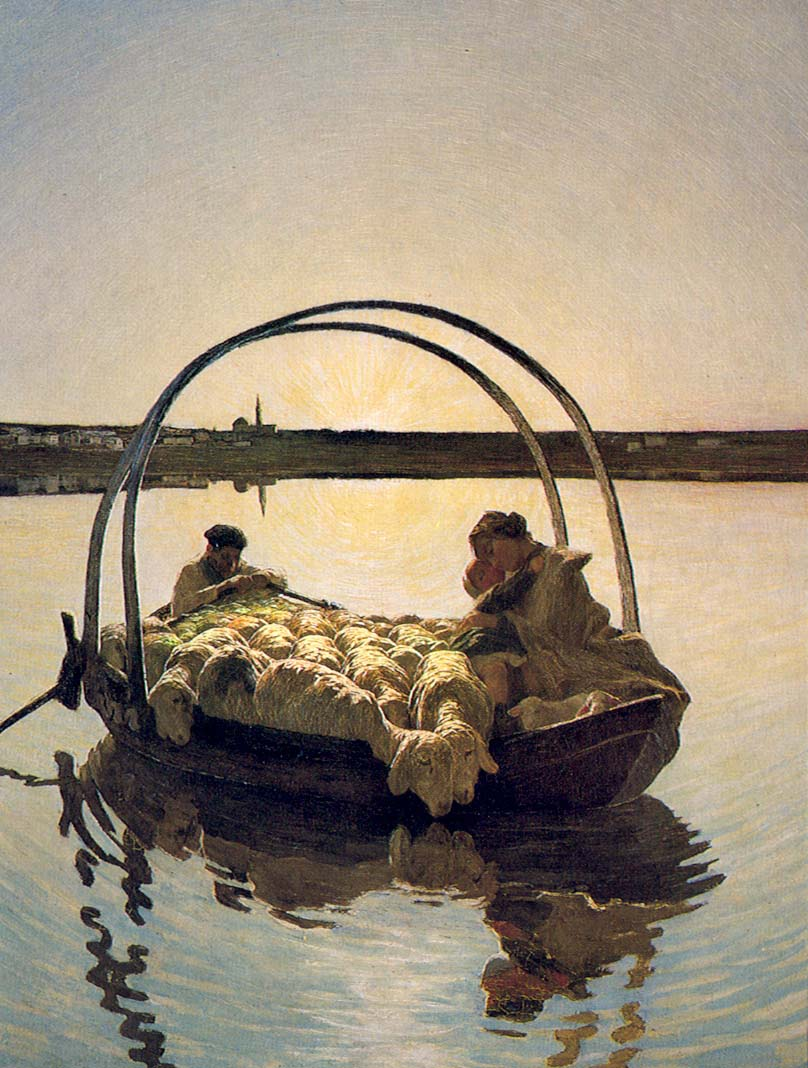
Traghetto all'Ave Maria
(II versione)

- Natura morta con Santa Cecilia, tempera su carta incollata su cartoncino, Milano, Civica Galleria d'Arte Moderna;
- La falconiera, 1870- 1880, olio su tela, Pavia, Pinacoteca Malaspina;
- Il coro di Sant'Antonio, 1879, olio su tela;
- Autoritratto all'età di venti anni, 1879-1880, olio su tela, Arco, Municipio;
- Traghetto all'Ave Maria (I versione), 1882, olio su tela;
- Zampognari in Brianza, 1883-1885, olio su tela, Tokyo, National Museum of Western Art;
- A messa prima, 1885, olio su cartoncino incollato su legno, Euerbach, Collezione Georg Schaefer;
- Alla stanga, 1886, olio su tela, Roma, Galleria Nazionale d'Arte Moderna;
- Gioia del colore, 1886, olio su tela
- Traghetto all'Ave Maria (II versione), 1886, olio su tela, San Gallo, Fondazione Otto Fischbacher;
- La portatrice d'acqua, 1886-1887, olio su tela, Wandenswil;
- Savognino d'inverno, 1888-1890 circa, olio su tela, Milano, Collezione Ramazzotti;
- La raccolta del fieno, 1889-1898, olio su tela, St. Moritz, Museo Segantini;
- Le due madri, 1889, olio su tela, Milano, Civica Galleria d'Arte Moderna
- Alpe di maggio, 1891, olio su tela, Lugo di Vicenza;
- Mezzogiorno sulle Alpi, 1891, olio su tela, St.Moritz, Museo Segantini;
- Pascoli di primavera, 1896, olio su tela, Pinacoteca di Brera, Milano
- L'angelo della vita, 1894, olio su tela, 276 x 212 cm., firmato e datato con la scritta "G. Segantini 1894" posta in basso al centro, Milano, Civica Galleria d'Arte Moderna;
- L'angelo della vita, 1896, matita dura su carta, St. Moritz, Museo Segantini;
- L'amore alla fonte della vita, 1896, olio su tela, Milano, Civica Galleria d'Arte Moderna
- Le cattive madri, 1896-1897, graffito su cartone, Vienna, Öisterreichische Galerie Belvedere;
- La propaganda, 1897, gesso nero e bianco su carta, St. Moritz, Museo Segantini;
- Trittico delle Alpi, 1894-1899 (parzialmente incompiuto), olio su tela, St. Moritz, Museo Segantini

## Galleria d'immagini

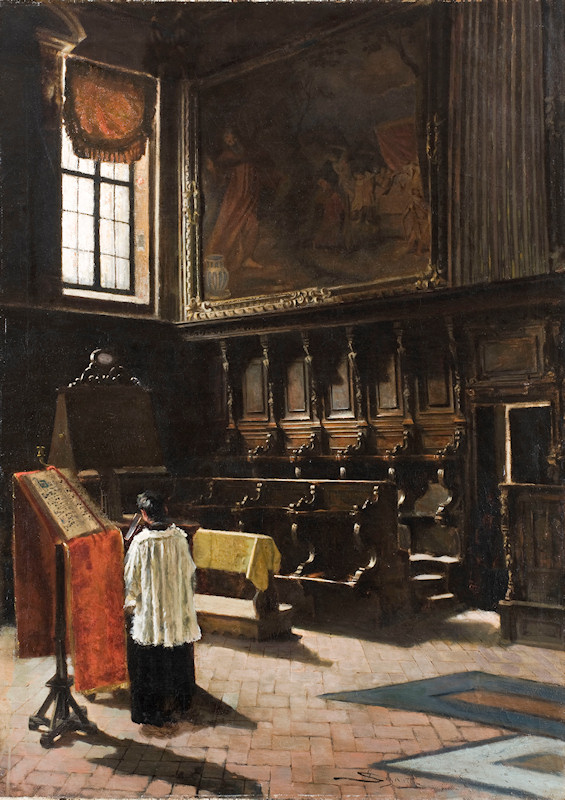
Il coro della chiesa di Sant'Antonio in Milano, 1879, Milano, Gallerie d'Italia - Milano
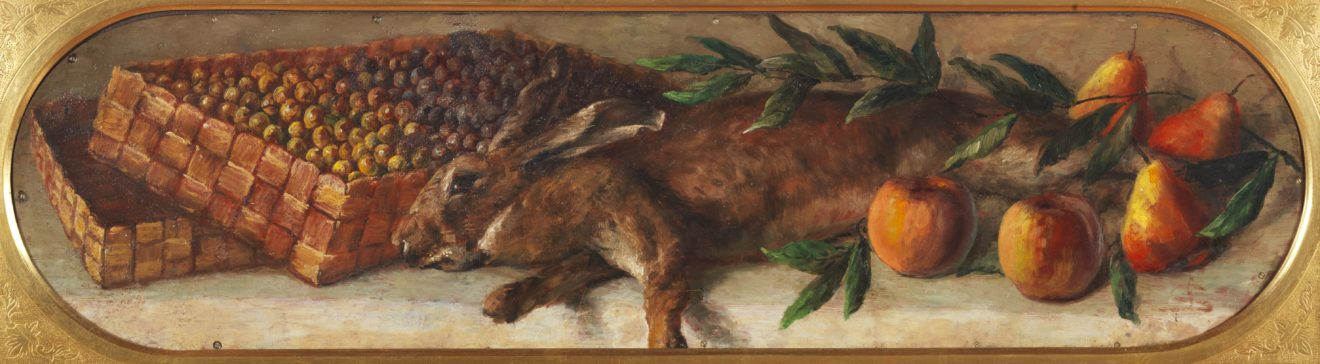
Natura morta con lepre e frutta, 1879-1880, Arco (Garda Trentino), Galleria Civica G. Segantini
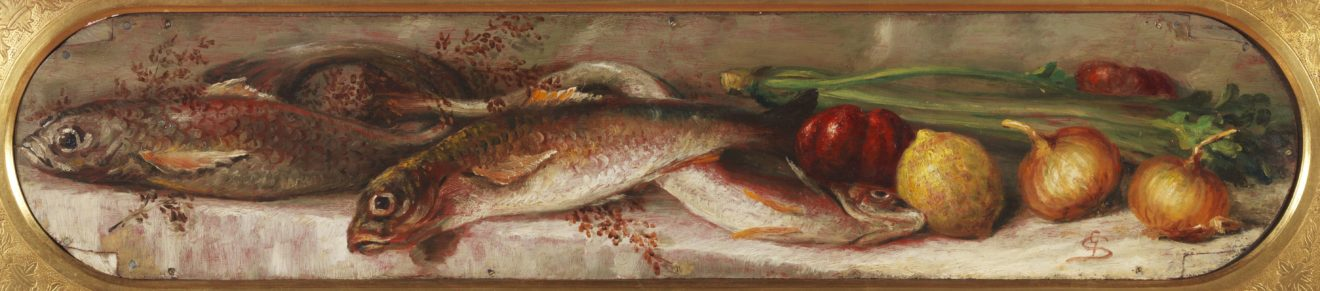
Natura morta con pesce e verdura, 1879-1880, Arco (Garda Trentino), Galleria Civica G. Segantini
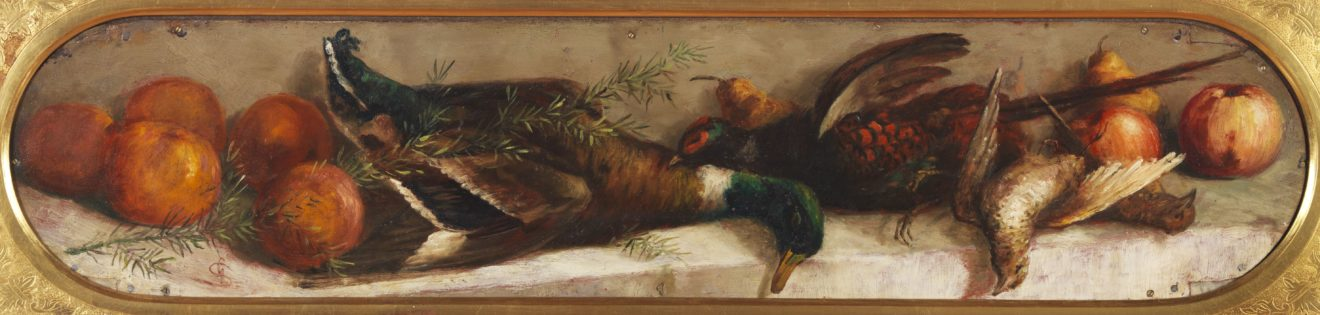
Natura morta con cacciagione e frutta, 1879-1880, Arco (Garda Trentino), Galleria Civica G. Segantini
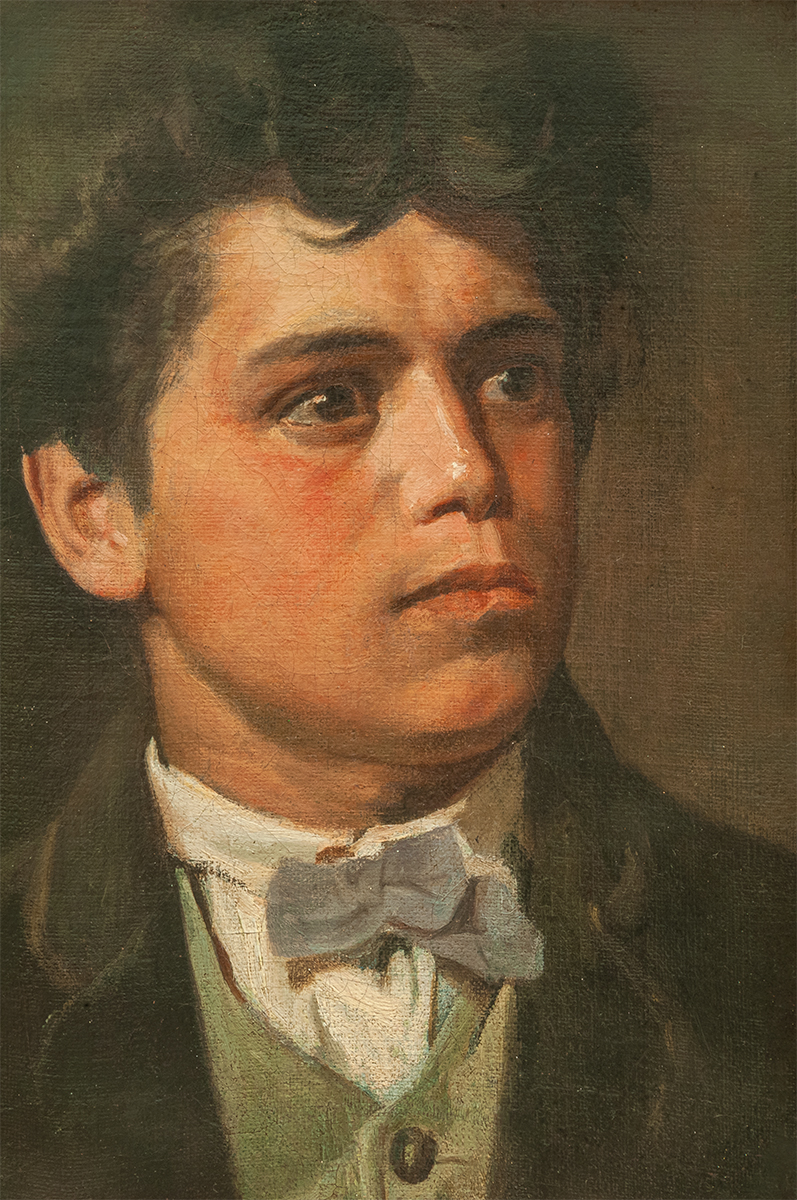
Autoritratto a vent'anni, 1880, Arco (Garda Trentino), Galleria Civica G. Segantini
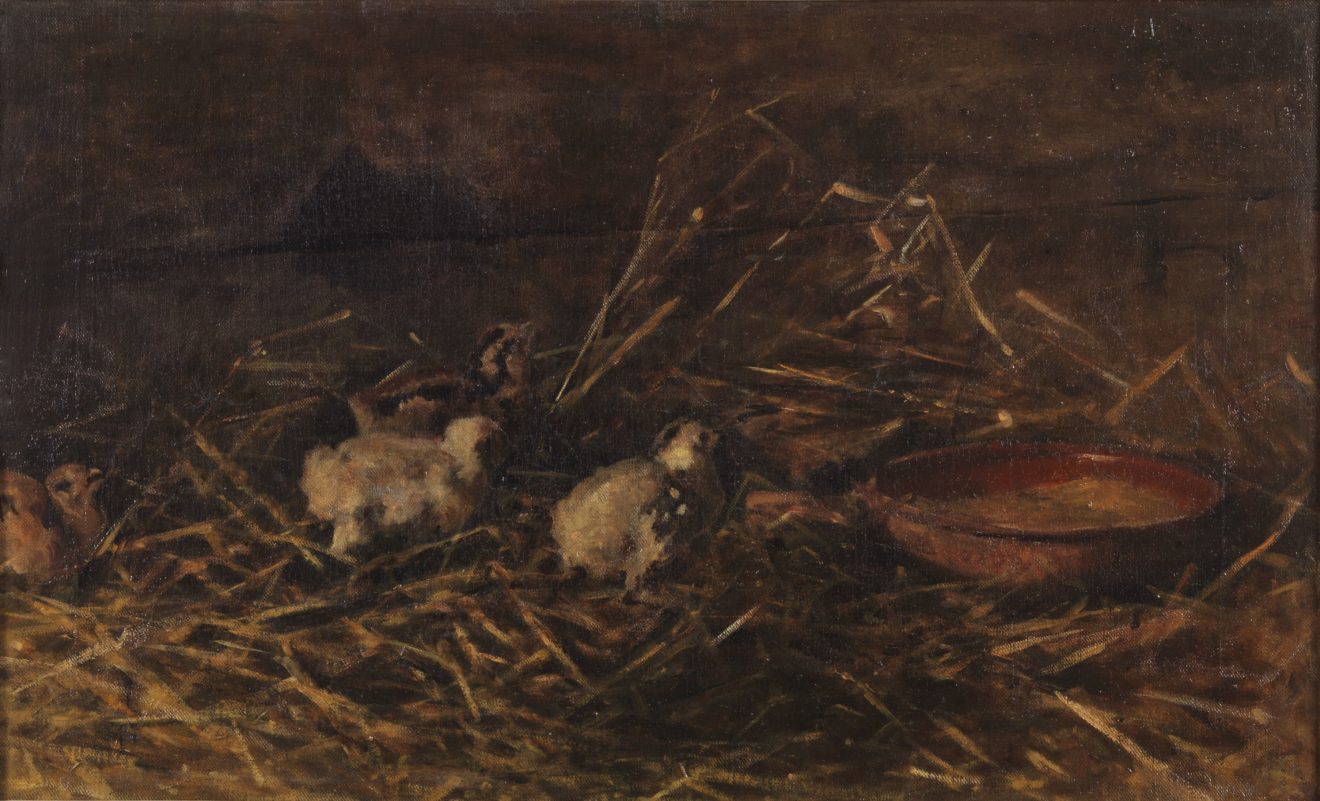
Pulcini nell'aia, 1883-1885, Arco (Garda Trentino), Galleria Civica G. Segantini
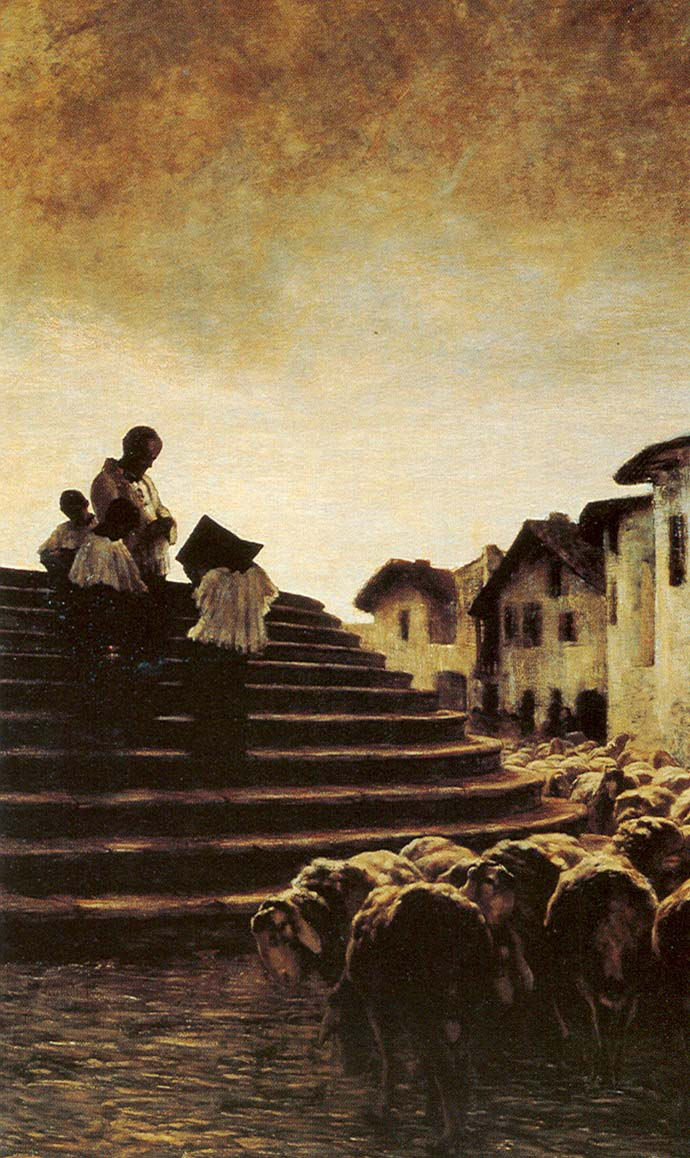
La benedizione delle pecore, 1884, St. Moritz, Segantini Museum
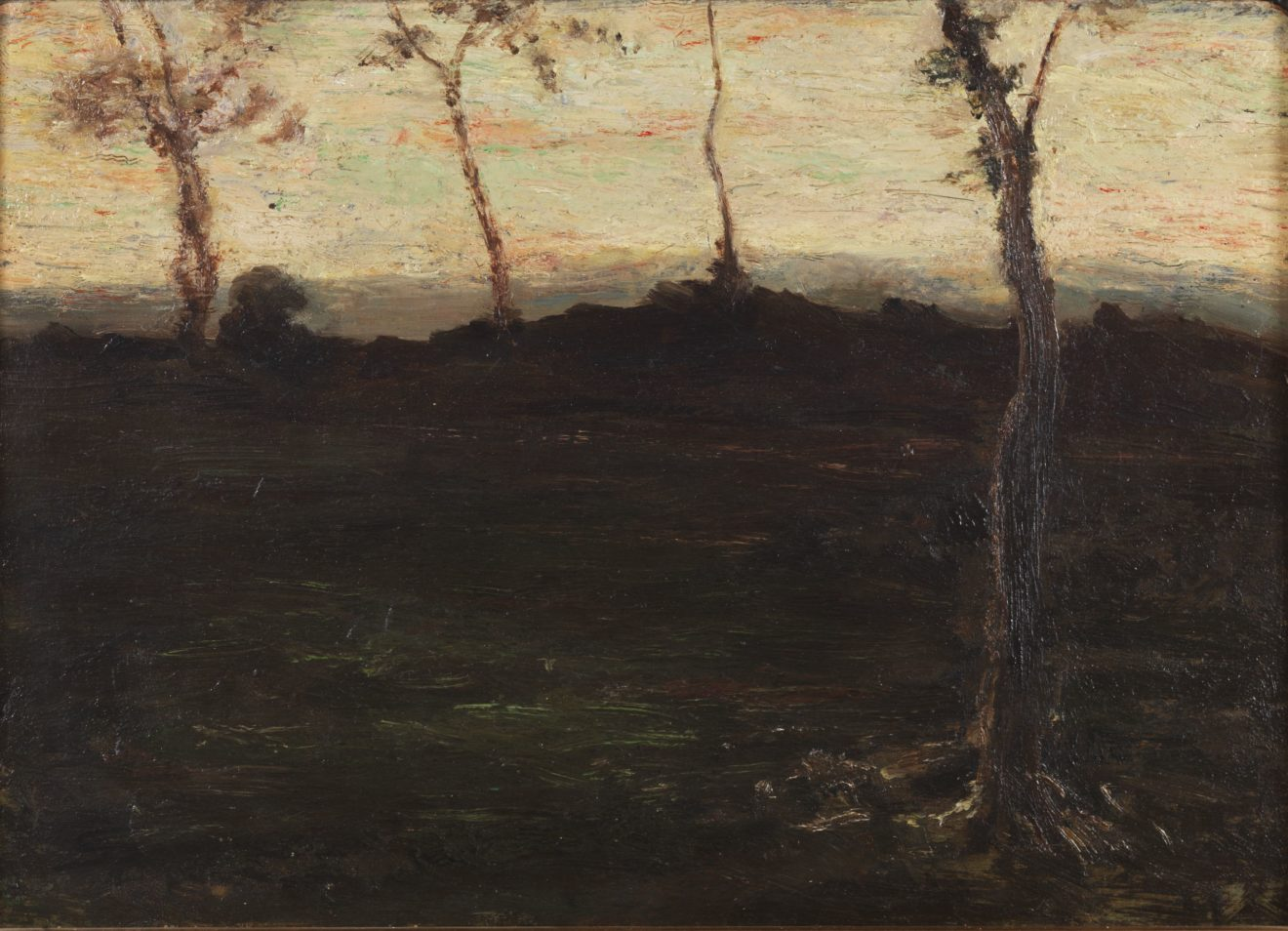
Paesaggio_brianteo, 1884-1885, Arco (Garda Trentino), Galleria Civica G. Segantini
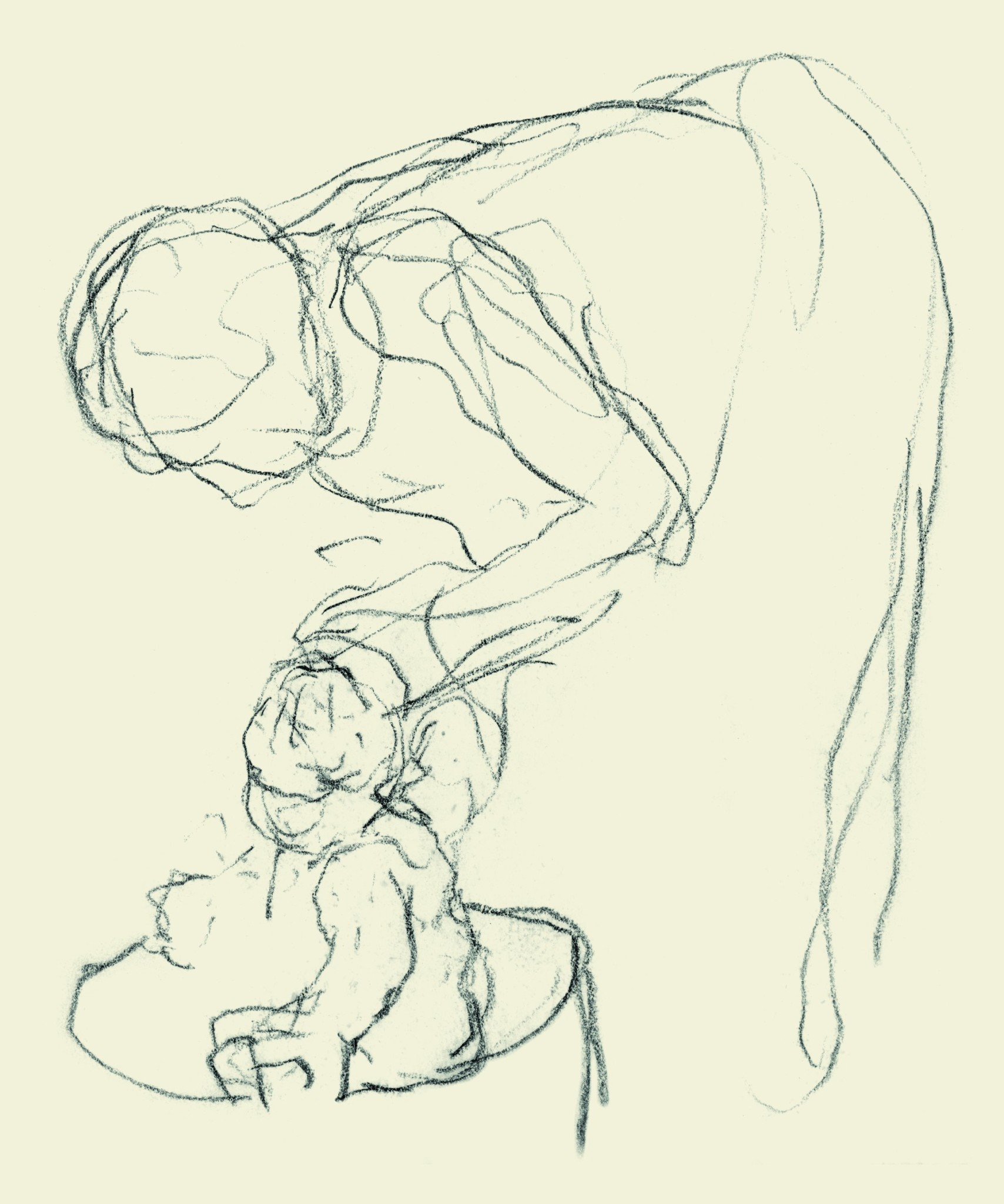
Madre che lava il bambino, 1886-1887, Arco (Garda Trentino), Galleria Civica G. Segantini
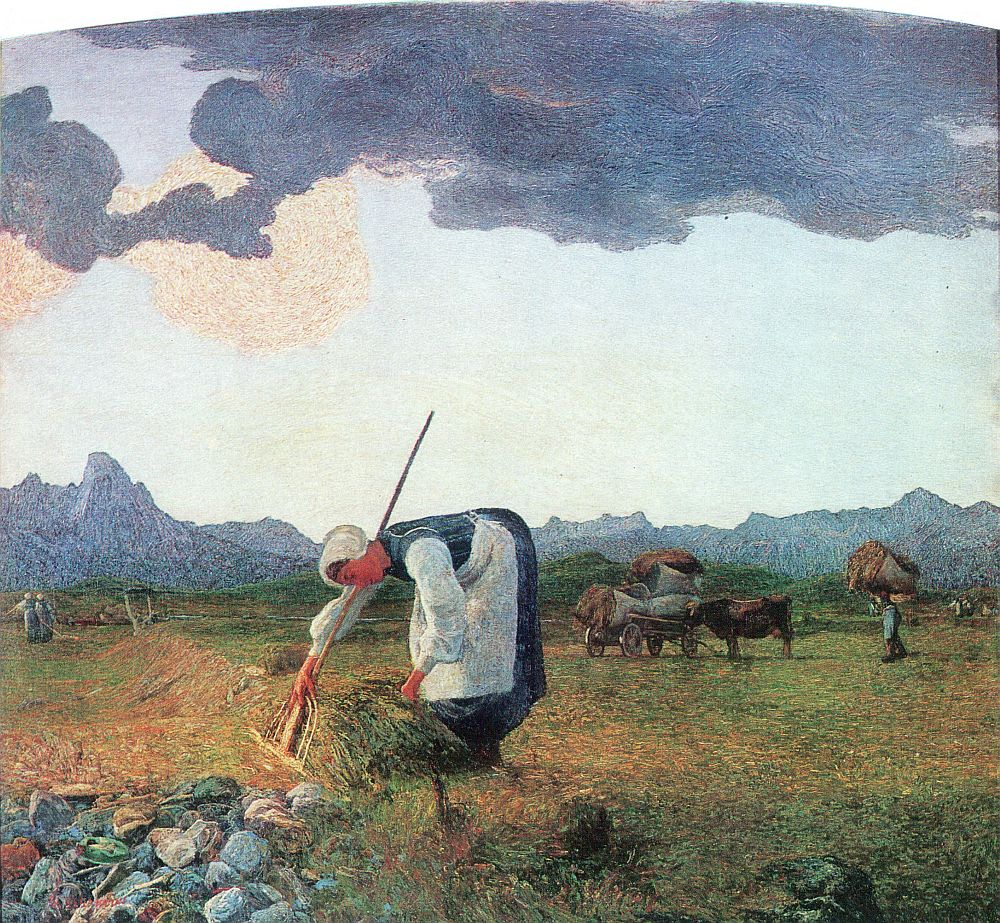
La raccolta del fieno, 1889, St. Moritz, Segantini Museum
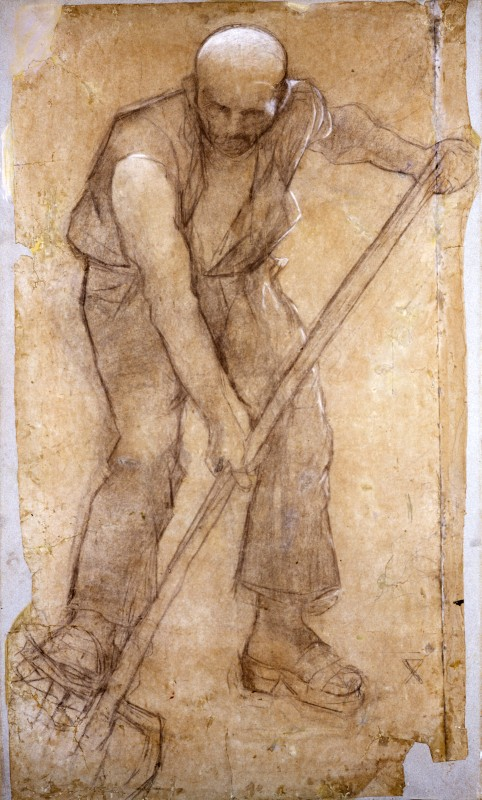
Il lavoratore della terra o Lavoratore dei campi, 1886, Milano, Gallerie d'Italia - Milano
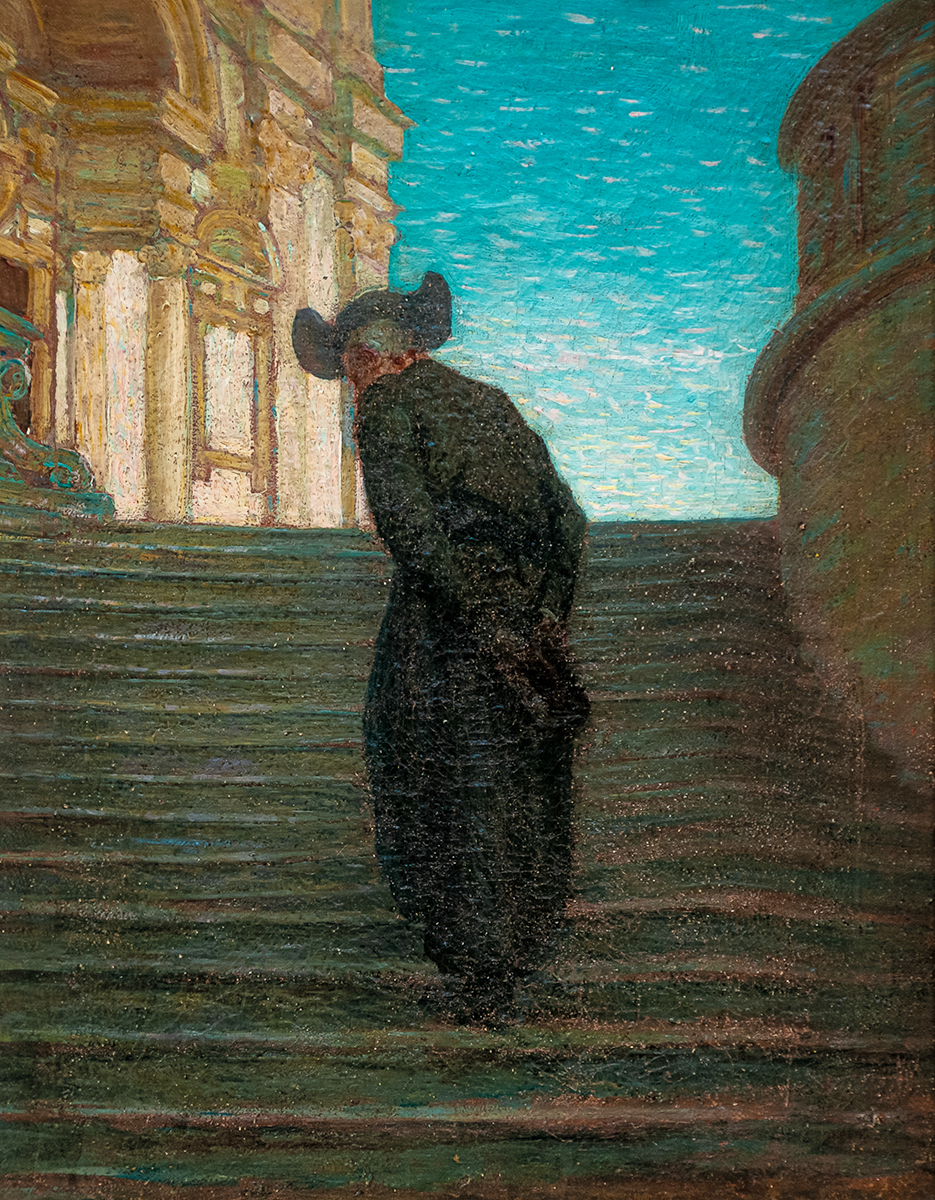
A messa ultima, 1886, Arco (Garda Trentino), Galleria Civica G. Segantini
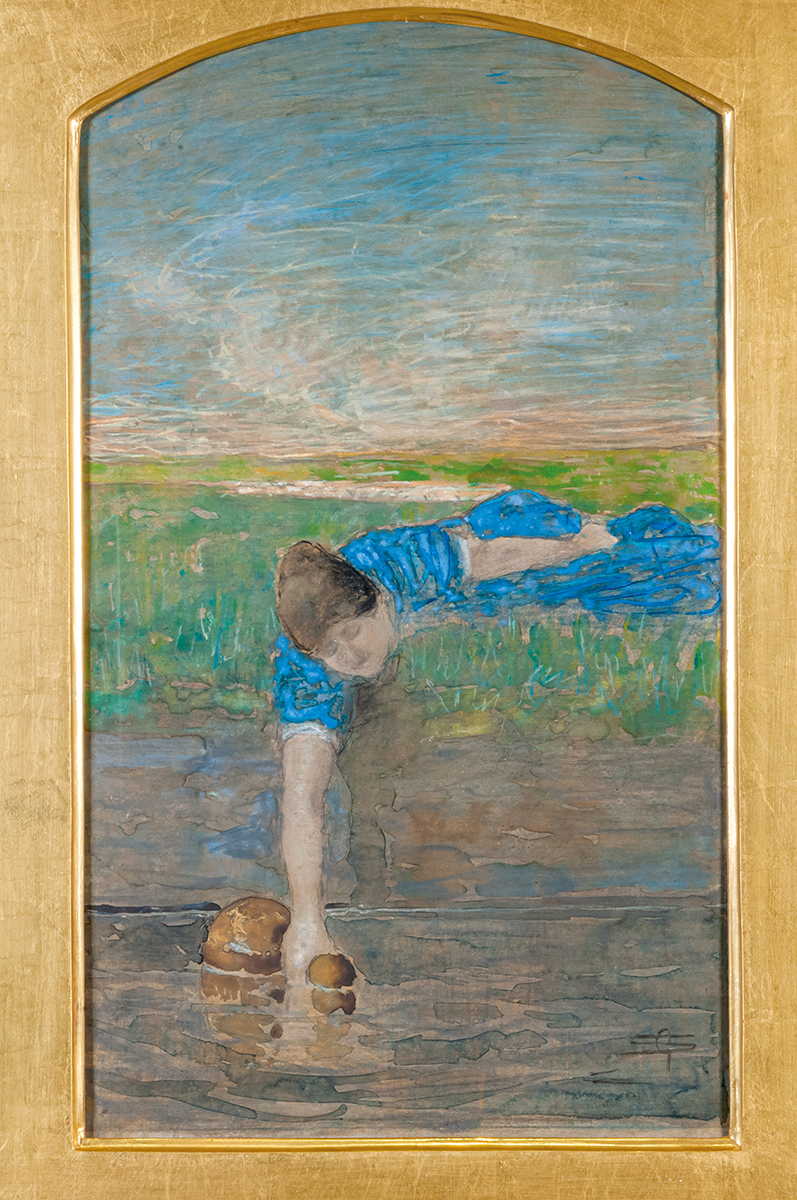
Pompeiana, 1888, Arco (Garda Trentino), Galleria Civica G. Segantini
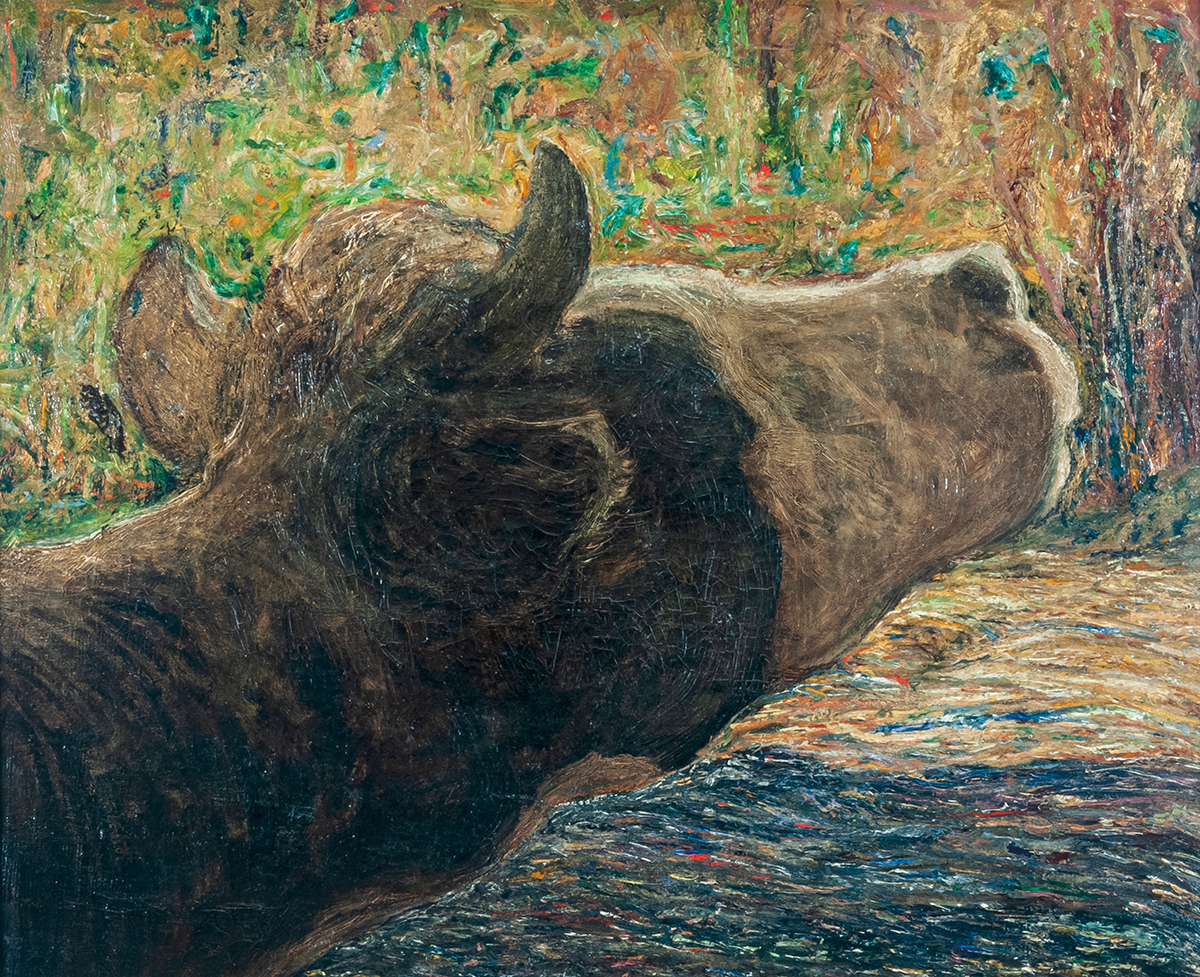
Testa di Vacca, 1892, Arco (Garda Trentino), Galleria Civica G. Segantini
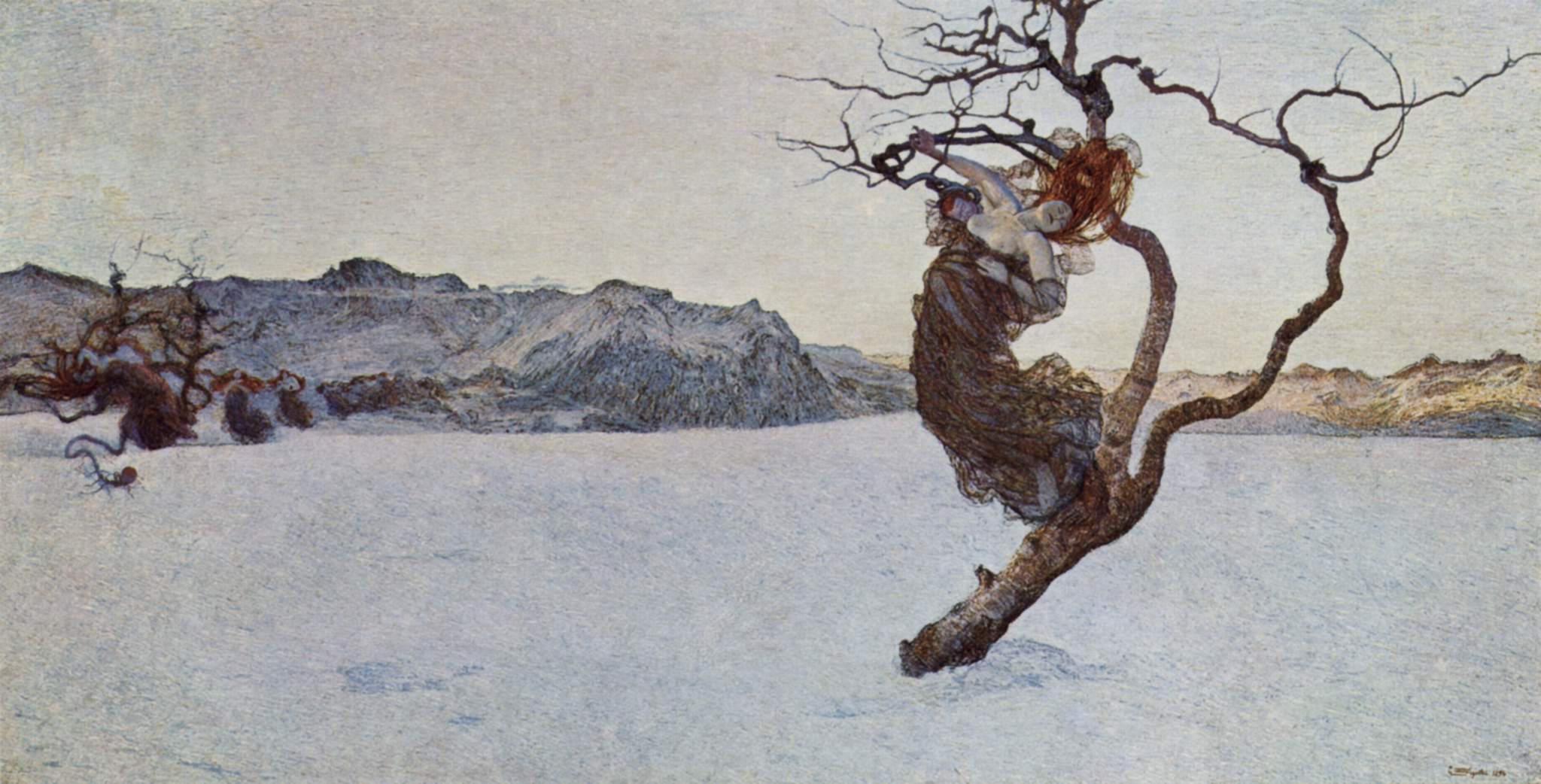
Le cattive madri, 1894, Vienna, Österreichische Galerie Belvedere
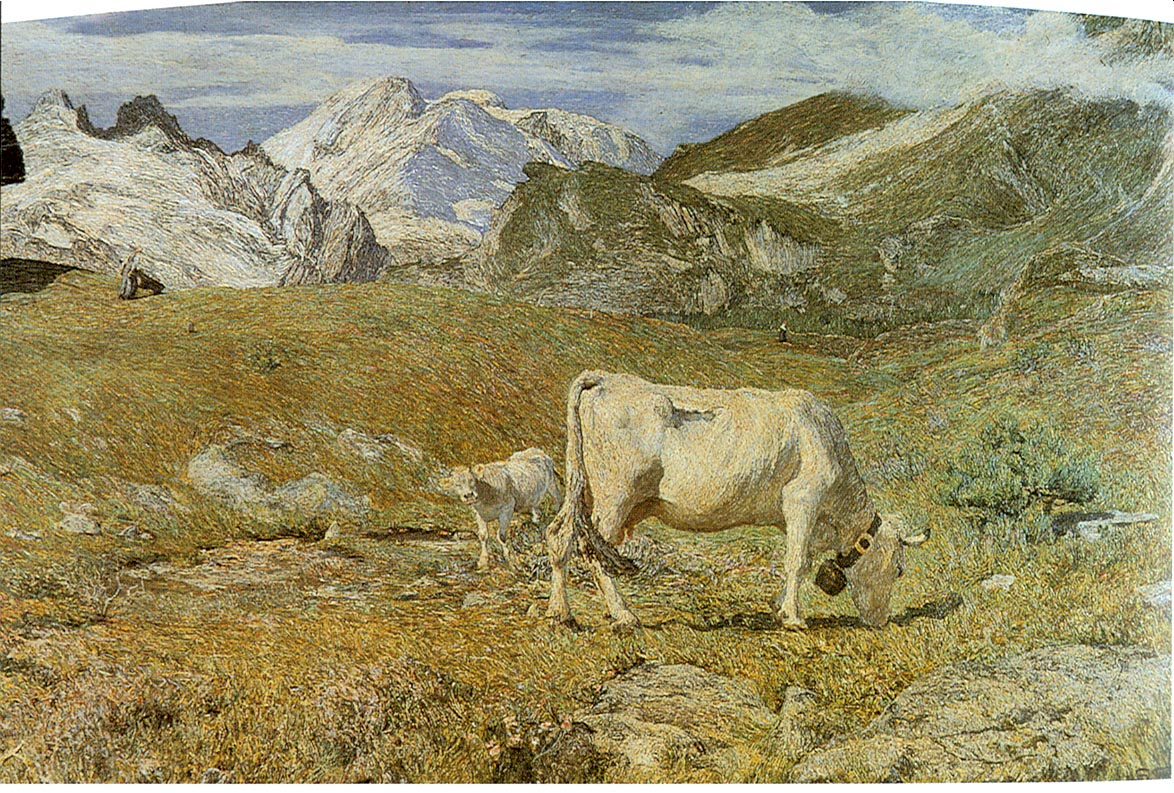
Pascoli di primavera, 1896, Milano, Pinacoteca di Brera
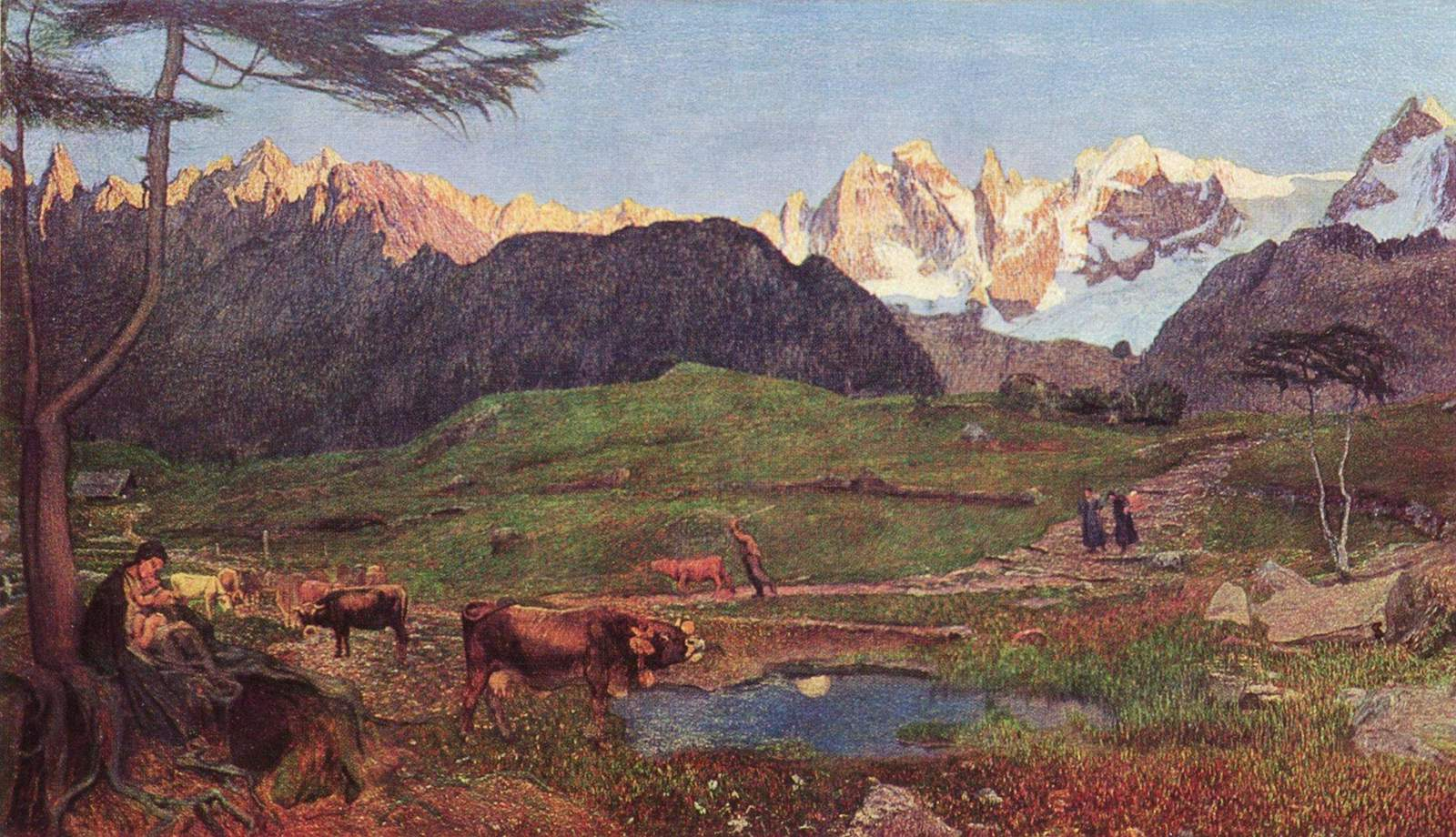
Trittico delle Alpi: Vita, 1896-1899, St. Moritz, Segantini Museum
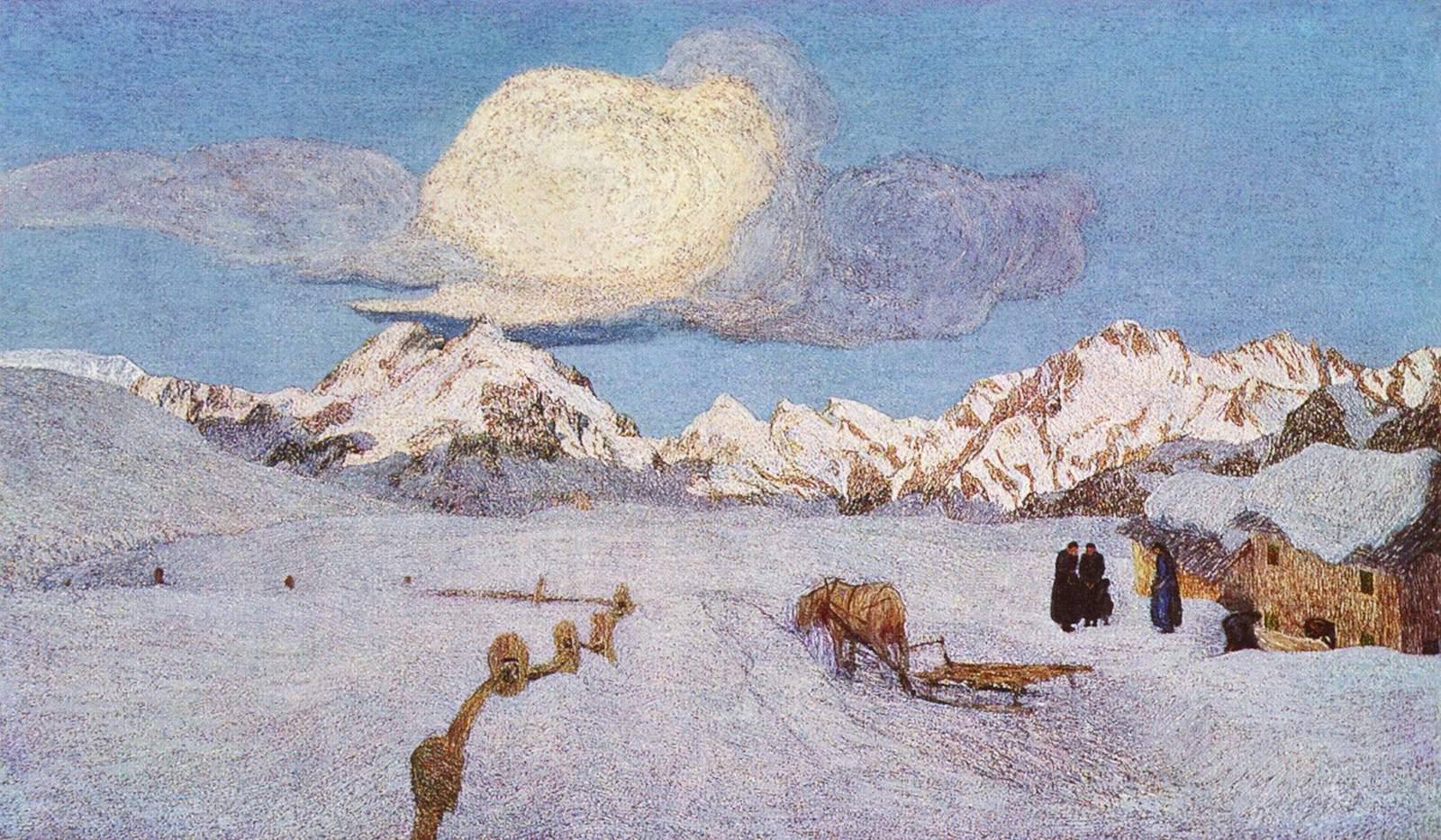
Trittico delle Alpi: Morte, 1896-1899, St. Moritz, Segantini Museum
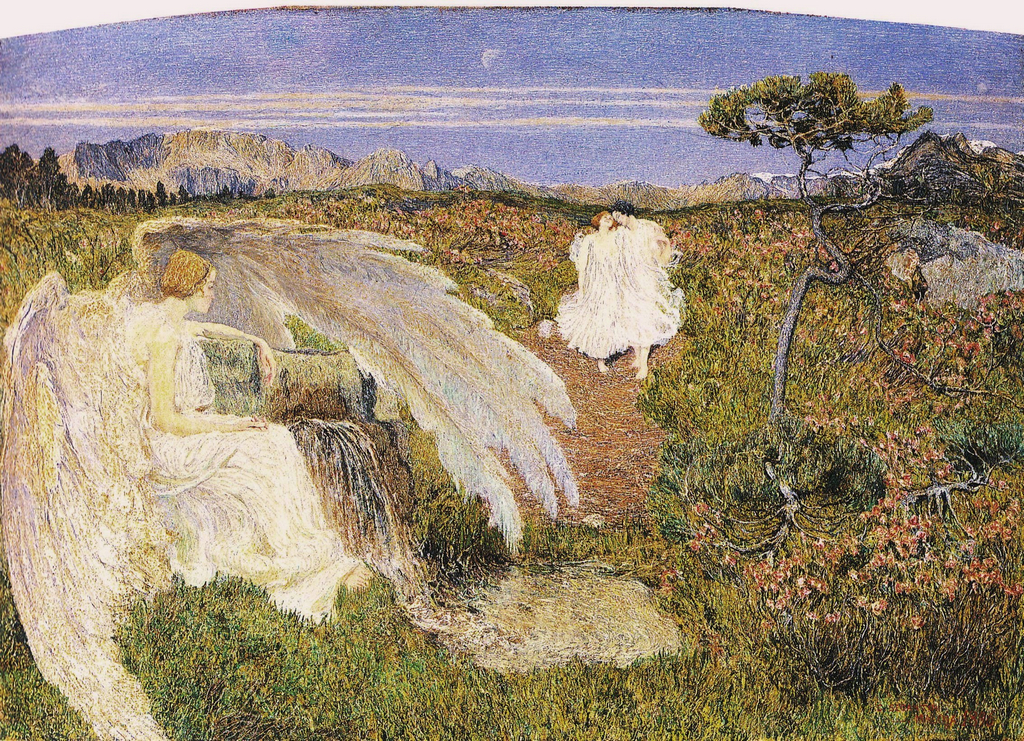
L'amore alla fonte della vita, (1896), Milano, Galleria d'Arte Moderna
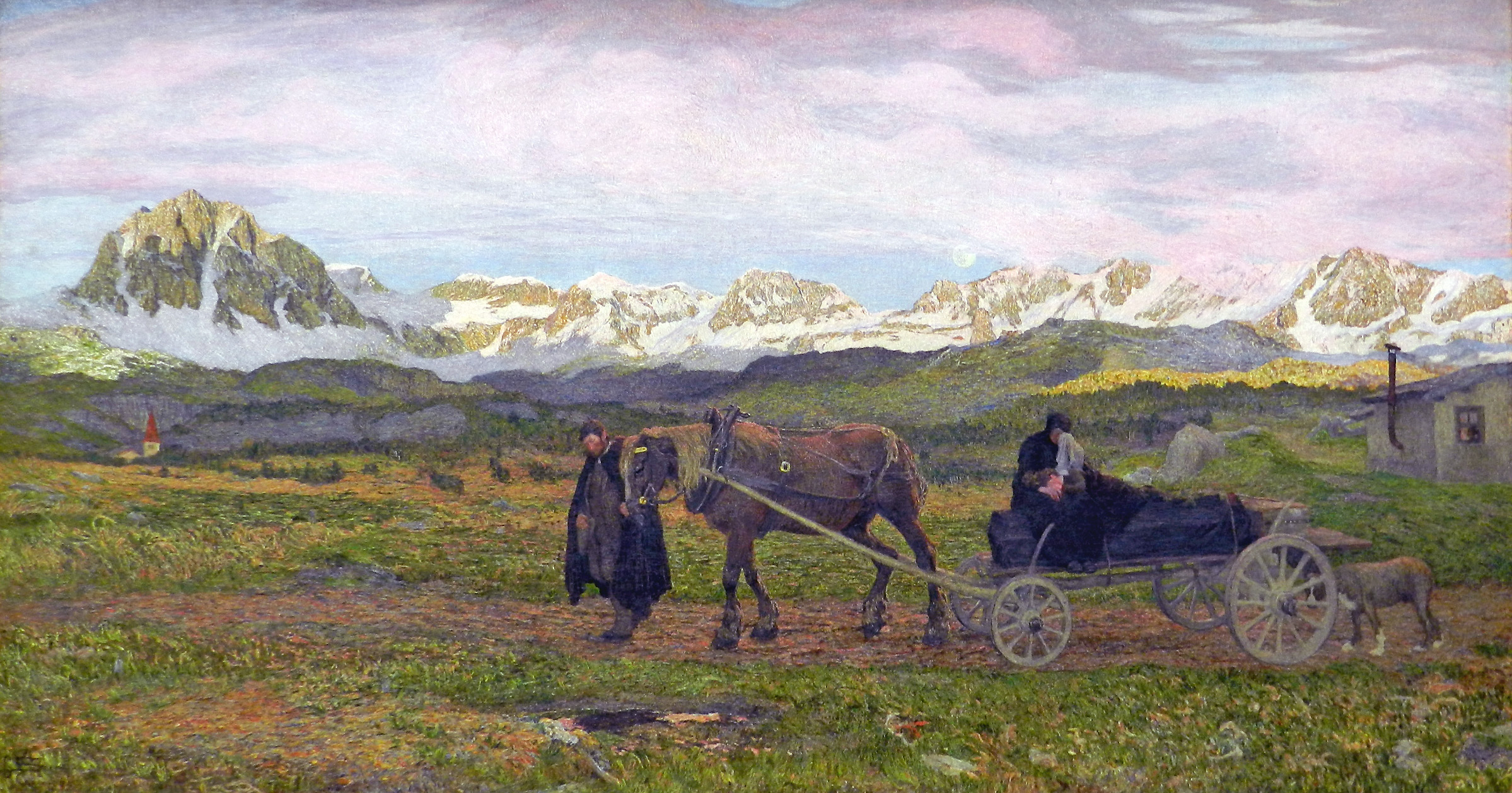
Ritorno al paese natale, 1895, Berlino, Alte Nationalgalerie
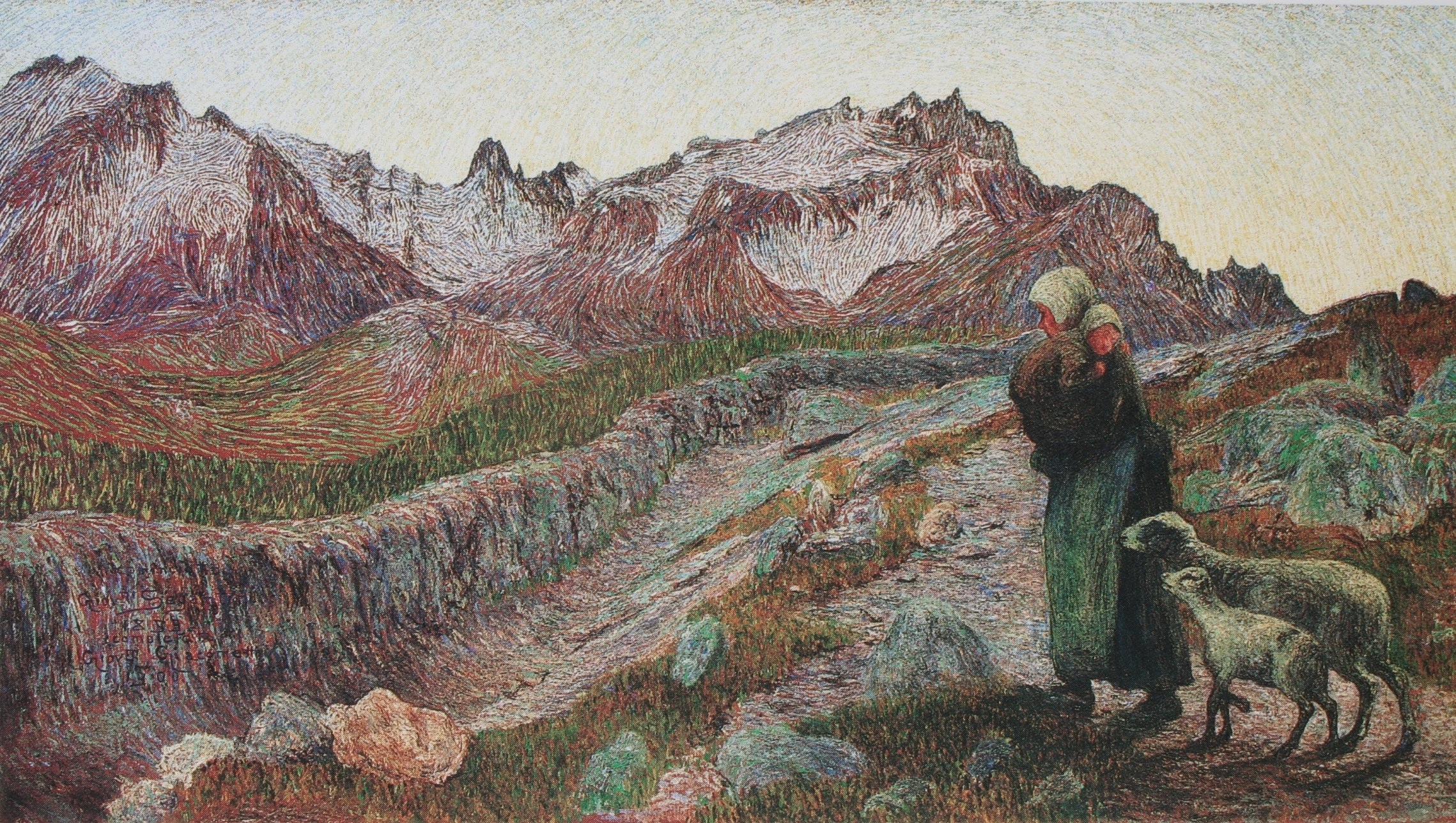
coautore Giovanni Giacometti, Le due madri, 1899-1900, Chur, Bündner Kunstmuseum

## Film
- film-documentario - Segantini - Ritorno alla natura di Francesco Fei (2016) con la partecipazione di Filippo Timi, Gioconda Segantini, Annie-Paule Quinsac, Franco Marrocco, Romano Turrini.[9]